# Strassenbahn Zürich
Die Strassenbahn Zürich, auch Zürcher Tram (Züri Tram) ist der wichtigste Träger des öffentlichen Nahverkehrs in der schweizerischen Stadt Zürich. Sie wurde 1882 als normalspurige Pferdebahn eröffnet und einige Jahre später umgespurt. Das nunmehr meterspurige Netz wird heute von 18 Linien bedient.
Zuständige Verkehrsunternehmen für den Trambetrieb sind die in den Zürcher Verkehrsverbund (ZVV) integrierten Verkehrsbetriebe Zürich (VBZ), Verkehrsbetriebe Glattal (VBG), Aargau Verkehr (AVA) und Forchbahn (FB). Die Forchbahn-Linie ist als S18 offiziell Teil des Netzes der S-Bahn Zürich.
Die kumulierte Länge der Tramlinien betrug 2018 122,7 Kilometer, und die gesamte Gleislänge mit Betriebsgleisen 168 Kilometer. Jährlich werden 202,6 Millionen Fahrgäste befördert, 383,9 Millionen Personenkilometer erbracht und 17,675 Millionen Wagenkilometer gefahren.

## Linien
Die auf dem Zürcher Tramnetz verkehrenden Linien sind grossteils auf die Verkehrsbetriebe Zürich (VBZ) konzessioniert und werden auch von diesen betrieben. Jedoch betreiben sie drei Linien zusammen mit der Verkehrsbetriebe Glattal AG (VBG), eine mit der Forchbahn AG (FB), eine mit der Aargau Verkehr AG (AVA) sowie der Limmattalbahn AG (LTB) und eine mit dem Tram-Museum Zürich (TMZ).
| Linie | Linienkonzession                           | Linienbetreiber | Infrastrukturbetreiber                       | Strecke                                                                    | Stationen | Fahrzeit 1 in Minuten | Art                          |
| ----- | ------------------------------------------ | --------------- | -------------------------------------------- | -------------------------------------------------------------------------- | --------- | --------------------- | ---------------------------- |
| 2     | VBZ                                        | VBZ             | bis Farbhof: VBZ ab Farbhof: LTB             | Bahnhof Tiefenbrunnen – Schlieren, Geissweid                               | 31        | 40 / 40               | Durchmesserlinie             |
| 3     | VBZ                                        | VBZ             | VBZ                                          | Albisrieden – Klusplatz                                                    | 21        | 31 / 30               | Durchmesserlinie             |
| 4     | VBZ                                        | VBZ             | VBZ                                          | Bahnhof Tiefenbrunnen – Bahnhof Altstetten Nord                            | 26        | 33 / 33               | Durchmesserlinie             |
| 5     | VBZ                                        | VBZ             | VBZ                                          | Laubegg – Bahnhof Enge – Kirche Fluntern (– Zoo)                           | 14 + 04   | 22 / 22               | Durchmesserlinie             |
| 6     | VBZ                                        | VBZ             | VBZ                                          | Bahnhof Enge – Hauptbahnhof – Zoo                                          | 16        | 26 / 26               | Durchmesserlinie             |
| 7     | VBZ                                        | VBZ             | VBZ                                          | Wollishoferplatz – Bahnhof Stettbach                                       | 31        | 41 / 40               | Durchmesserlinie             |
| 8     | VBZ                                        | VBZ             | VBZ                                          | Klusplatz – Hardturm                                                       | 24        | 34 / 33               | Durchmesserlinie             |
| 9     | VBZ                                        | VBZ             | VBZ                                          | Hirzenbach – Heuried (– Triemli)                                           | 32 + 02   | 44 / 43               | Durchmesserlinie             |
| 10    | bis Oerlikon Ost: VBZ ab Oerlikon Ost: VBG | VBZ             | bis Leutschenbach: VBZ ab Leutschenbach: VBG | Hauptbahnhof – Zürich Flughafen                                            | 27 / 26   | 38 / 37               |                              |
| 11    | VBZ                                        | VBZ             | bis Messe: VBZ ab Messe: VBG                 | Rehalp – Auzelg                                                            | 34        | 47 / 47               | Durchmesserlinie             |
| 12    | VBG                                        | VBZ             | VBG                                          | Bahnhof Stettbach – Zürich Flughafen                                       | 16        | 25 / 27               | Tangentiallinie              |
| 13    | VBZ                                        | VBZ             | VBZ                                          | Albisgütli – Frankental                                                    | 30        | 40 / 39               | Durchmesserlinie             |
| 14    | VBZ                                        | VBZ             | VBZ                                          | Triemli – Seebach                                                          | 27        | 39 / 38               | Durchmesserlinie             |
| 15    | VBZ                                        | VBZ             | VBZ                                          | Bucheggplatz – Bahnhof Stadelhofen                                         | 13        | 16 / 16               | Durchmesserlinie             |
| 17    | VBZ                                        | VBZ             | VBZ                                          | Werdhölzli – Hauptbahnhof (– Albisgütli)                                   | 17 + 12   | 21 / 21               | Radiallinie/Durchmesserlinie |
| S18   | FB                                         | FB              | bis Rehalp: VBZ ab Rehalp: FB                | Stadelhofen – Rehalp – Esslingen                                           | 20        | 35 / 35               | Radiallinie                  |
| 20    | AVA                                        | AVA             | LTB                                          | Bahnhof Altstetten – Bahnhof Killwangen-Spreitenbach                       | 27        | 34                    | Radiallinie                  |
| 21    | TMZ                                        | VBZ             | VBZ                                          | (Rehalp –) Burgwies – Hauptbahnhof / Usteristrasse – Burgwies (– Rehalp) 2 | 13 + 03   | 19 / 21               | Museumslinie                 |

Jeder Linie ist eine individuelle Kennfarbe zugeordnet, mit der sie im Linienplan sowie auf den Linientafeln an Haltestellen und Fahrzeugen gekennzeichnet ist, was die Orientierung erleichtern soll. Die Linien 2 und 15 sind jedoch beide rot, die Linien 3 und 11 dunkelgrün, die Linien 4 und 9 dunkelblau, die Linien 13 und 21 gelb und die Linien 17 und 20 violett. Hierbei gilt das Prinzip, dass Linien mit gleicher Kennfarbe jeweils keine gemeinsamen Bahnsteige bedienen. Die Linie S18 fährt als Besonderheit an den Tramhaltestellen Signaustrasse, Hedwigsteig, Wetlistrasse, Burgwies und Friedhof Enzenbühl ohne Halt durch.
Gemäss einem aus dem Jahr 1910 stammenden Konzept war den regulären Tramlinien ursprünglich der Nummernbereich 1–20 zugeordnet, die Nummern 21–30 waren für die Einsatzlinien reserviert. 1971 wurden die letzten Einsatzlinien aufgehoben, wodurch dieser Nummernbereich seither ungenutzt bleibt (ausser Museumslinie). Dieses Konzept wurde aber nicht immer konsequent eingehalten.
Die Nummer 1 ist für eine etwaige Wiedereinführung der alten Linie 1 reserviert, die gemäss Netzplanungsstudie voraussichtlich erst nach 2025 realisiert werden kann.
Intern ist bei den VBZ die Nutzung von nicht vergebenen Tramliniennummern zur Kennzeichnung von Tramprojekten üblich, dies hat allerdings nichts mit der späteren effektiven Vergabe von Liniennummern zu tun. So wurden in den 1970er- und 1980er-Jahren die Liniennummern 16 und 17 zur Kennzeichnung der sogenannten «Schwamendinger Linien» verwendet. Die neuen Strecken werden jedoch seit Eröffnung im Jahr 1986 von den geänderten Linien 7 und 9 befahren. Es war sogar in der Linienplanung eine Linie 16 vorgesehen (Farbhof – Hauptbahnhof – Milchbuck – Bahnhof Stettbach); es wurde dann aber doch die Linie 7 nach Bahnhof Stettbach (statt wie bisher nach Oerlikon) geführt, die Linie 10 von Milchbuck nach Oerlikon verlängert, womit man ohne neue Linie auskam. In der Liniennetz-Studie 2025 aus dem Jahr 2006 wurden Linien, die über die geplante Tramstrecke via Rosengartenstrasse – Hardbrücke verlaufen, als Linien 16 und 17 bezeichnet. In den 1990er-Jahren wurde die Liniennummer 18 zur Kennzeichnung des Projekts Tram Zürich West verwendet. Dies sorgte jedoch in der Öffentlichkeit für Verwirrung, worauf man das Projekt nur noch als Tram Zürich West bezeichnete. Die Strecke wird heute von der Linie 4 befahren.
Mit dem Einzug des Tram-Museums Zürich ins Depot Burgwies an Pfingsten 2007 wurde die Museumslinie 21 eingeführt. Sie verbindet ausser im Dezember jeweils am letzten Wochenende im Monat die Innenstadt mit dem Museum. Es werden historische Tramzüge eingesetzt, die jedoch zum Regeltarif benutzt werden können. Zuvor wurde die Liniennummer 21 bis 1971 von sporadisch verkehrenden Einsatzlinien verwendet.
Vom 25. November 2019 bis 12. Dezember 2021 wurden auf Grund einer Fahrzeugknappheit diverse Änderungen vorgenommen. Die Linie 17 wurde eingestellt und ihr Stammabschnitt Hauptbahnhof – Werdhölzli der Linie 6 zugeschlagen, die auf der Strecke Zoo – ETH/Universitätsspital – Central – Bahnhofquai/HB – Escher-Wyss-Platz – Werdhölzli verkehrte. Der zu Hauptverkehrszeiten zusätzlich bediente Abschnitt Hauptbahnhof – Bahnhof Enge – Albisgütli wurde der Linie 10 zugeschlagen, die zu Hauptverkehrszeiten die Strecke Flughafen Fracht – Flughafen – Glattbrugg – Bahnhof Oerlikon Ost – Milchbuck – ETH/Universitätsspital – Central – Bahnhofstrasse/HB – Paradeplatz – Bahnhof Enge – Albisgütli bediente, gemäss vormaligem Fahrplan der Linie 6 jeweils am Bahnhof Enge wendete und im Spätdienst sowie sonntags wie gehabt am Hauptbahnhof endete. Zudem wurde bis Dezember 2020 der Grundtakt der Linie 15 von den üblichen 7 ½ auf 15 Minuten reduziert, während am Sonntag weiterhin alle 10 Minuten gefahren wurde. Ausserdem wurde der Betriebsbeginn der Linie 15 am Samstag auf 8 Uhr und am Sonntag auf 10 Uhr gelegt. Grund für die vorübergehende Strecken- und Angebotsänderung war hauptsächlich die verspätete Auslieferung der Flexity-Trams. Die Linie 15 war vom 10. Januar 2022 bis 15. März 2022 vorübergehend aufgrund von Personalmangel eingestellt, ab dem 8. Oktober 2022 war dies erneut der Fall. Am 9. Januar 2023 traten weitere Reduzierungsmassnahmen aufgrund des Personalmangels in Kraft: Die Linie 17 fuhr in der HVZ nur noch bis zum Hauptbahnhof und war ab 20:30 Uhr bzw. am Sonntag ganztags eingestellt. In den Zeiten, in denen die Linie 17 nicht verkehrt, wurde die Linie 13 bis Werdhölzli verlängert. Seit dem 7. Mai 2023 wurden die Reduzierungsmassnahmen wieder aufgehoben. Ab dem Fahrplanwechsel im Dezember 2023 wurde wieder eine Angebotsreduktion eingeführt: Ab ca. 20:30 Uhr fahren die Tramlinien sowie die meisten (Trolley-)Buslinien im 15-Minuten-Takt statt wie bisher bis um 22 Uhr (am Freitag und Samstag bis um 0 Uhr) im 10-Minuten-Takt. Die Linie 15 fährt den ganzen Tag im 15-Minuten-Takt statt im 7-½-Minuten-Takt. Zum Fahrplanwechsel im Dezember 2024 entfielen die Reduktionen, und sämtliche Linien verkehren nun wieder nach dem Normalfahrplan.

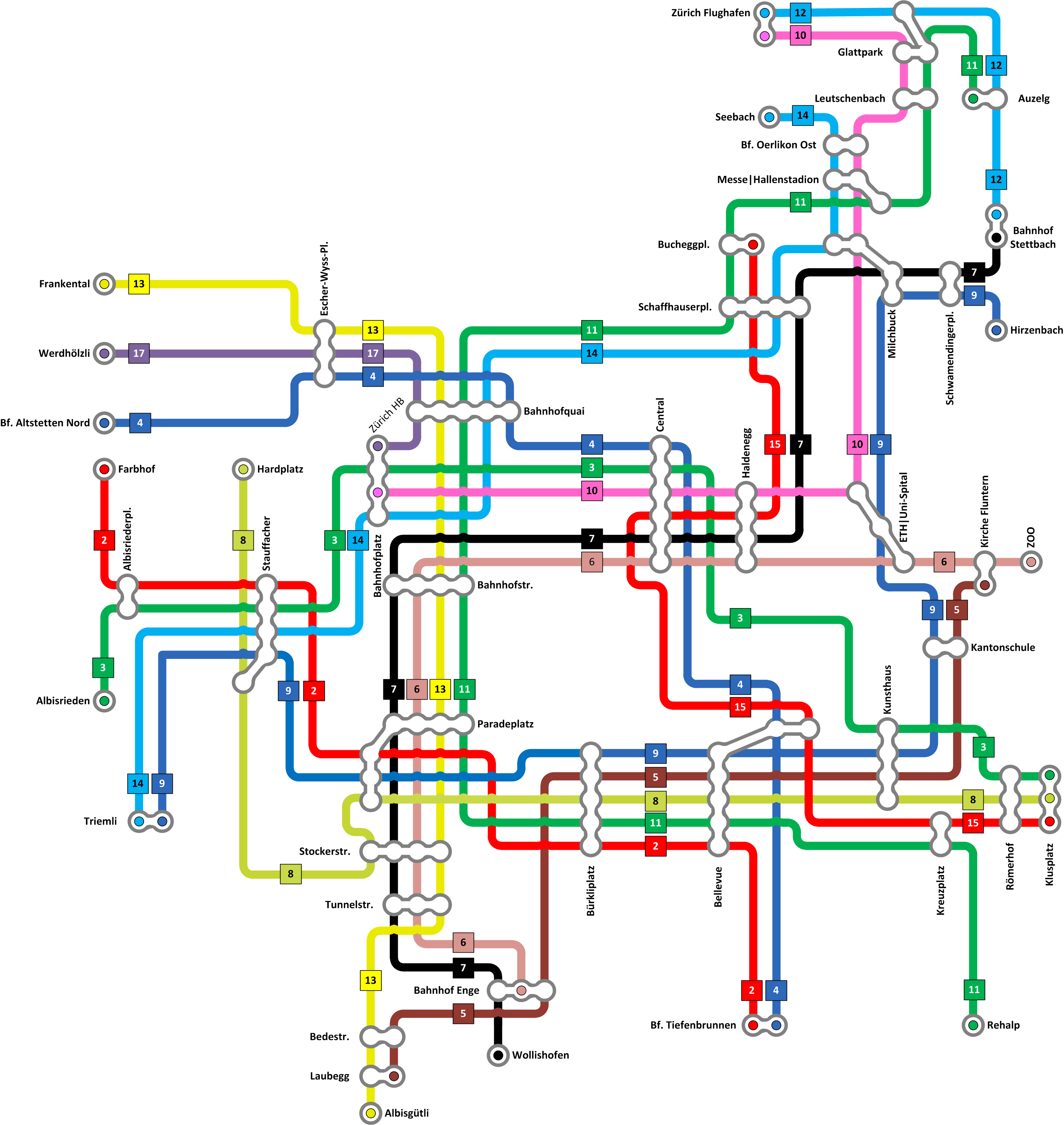
Schematische Netzdarstellung (2012)
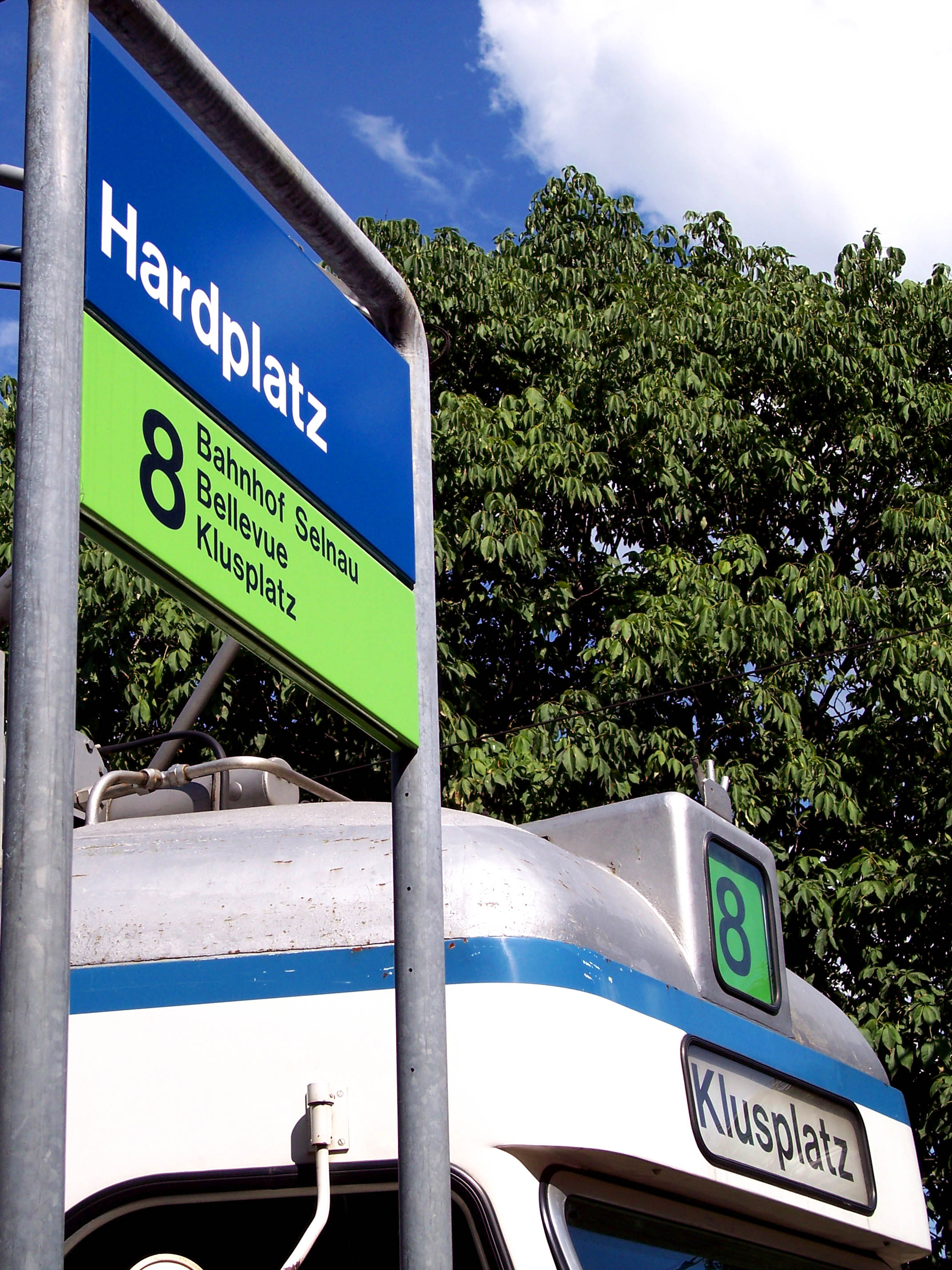
Farbliche Kennzeichnung der Tramlinien
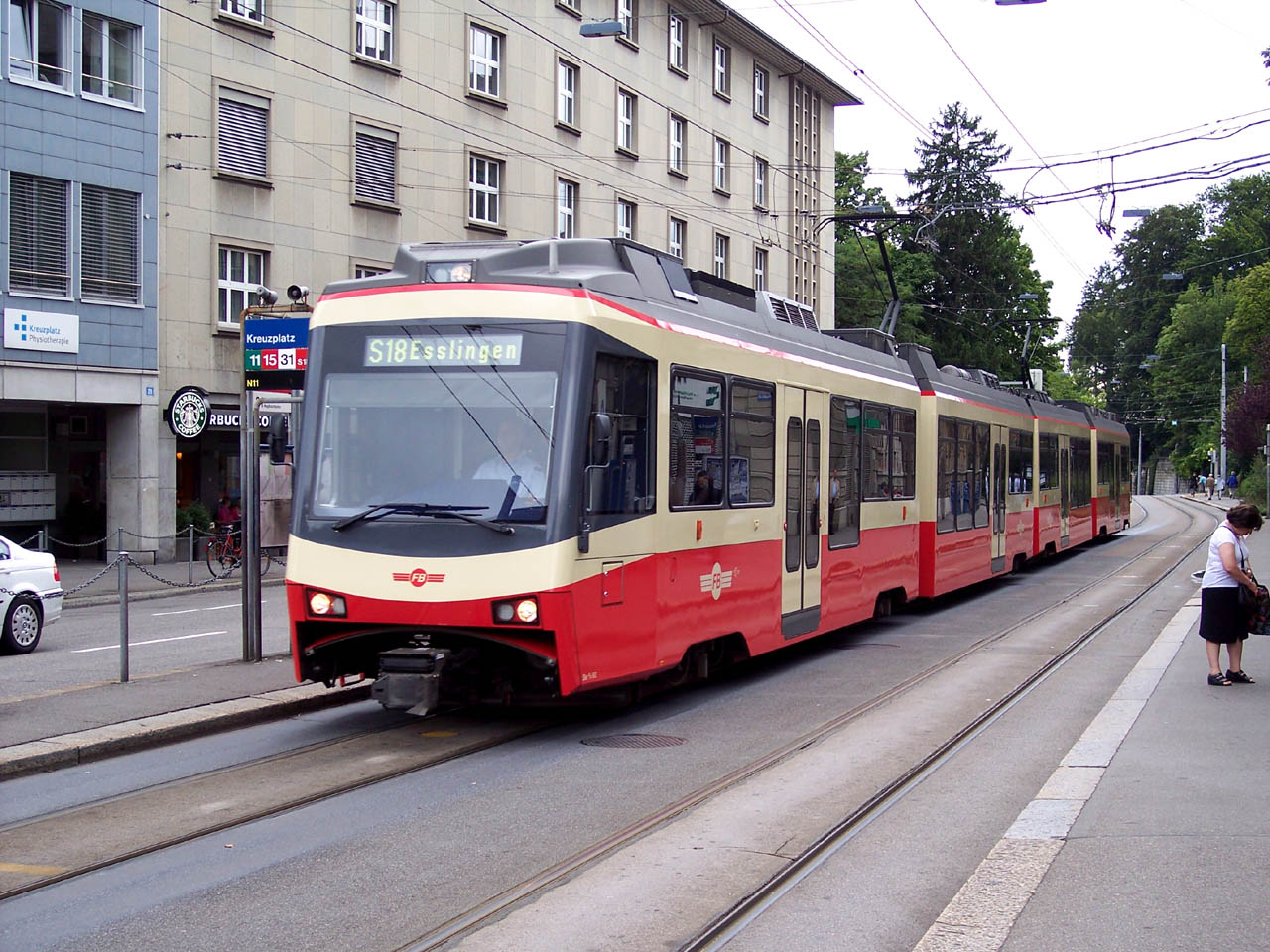
Ein Zug der Forchbahn (S18) an der Tramhaltestelle Kreuzplatz
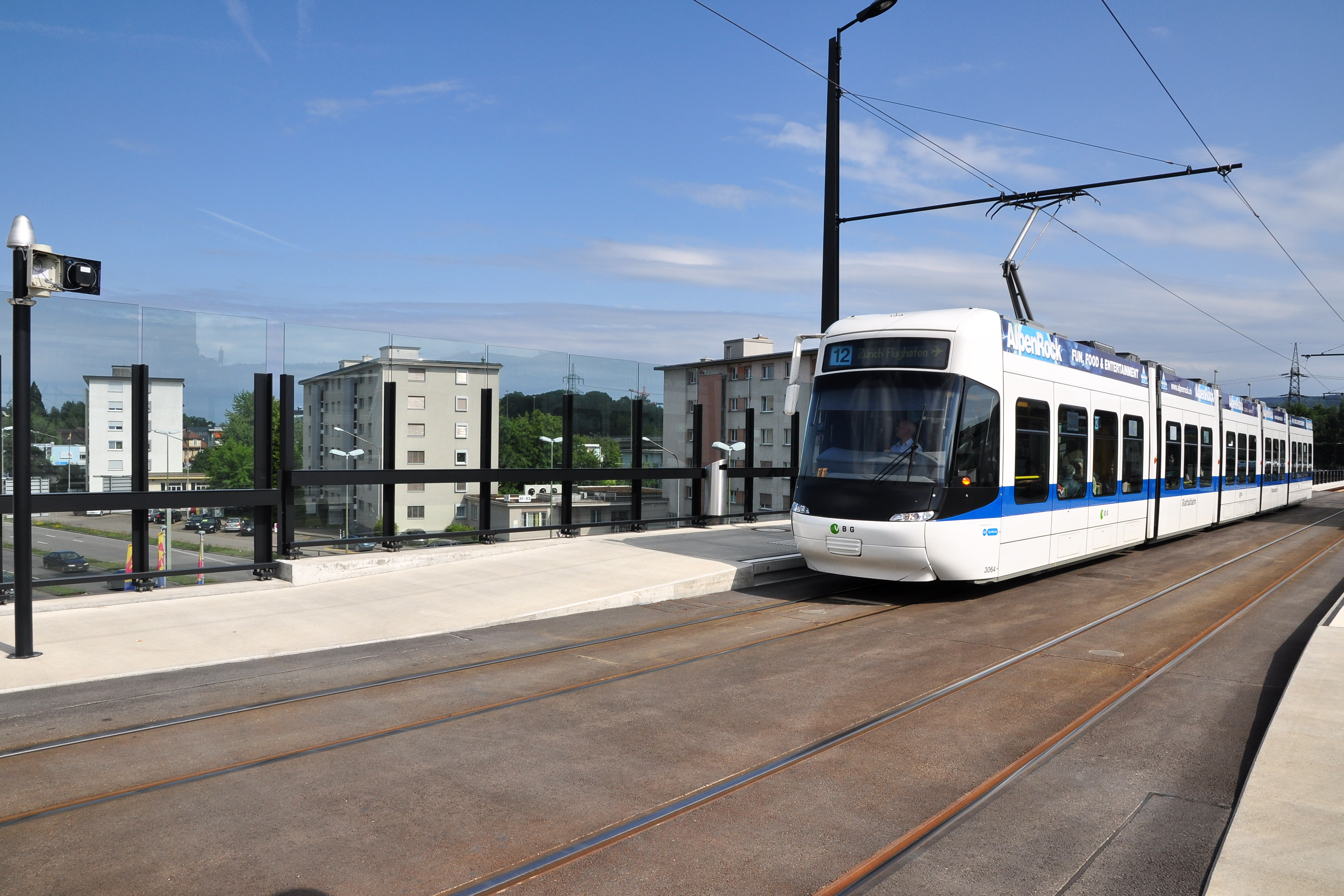
Ein Cobra in VBG-Lackierung auf der Linie 12
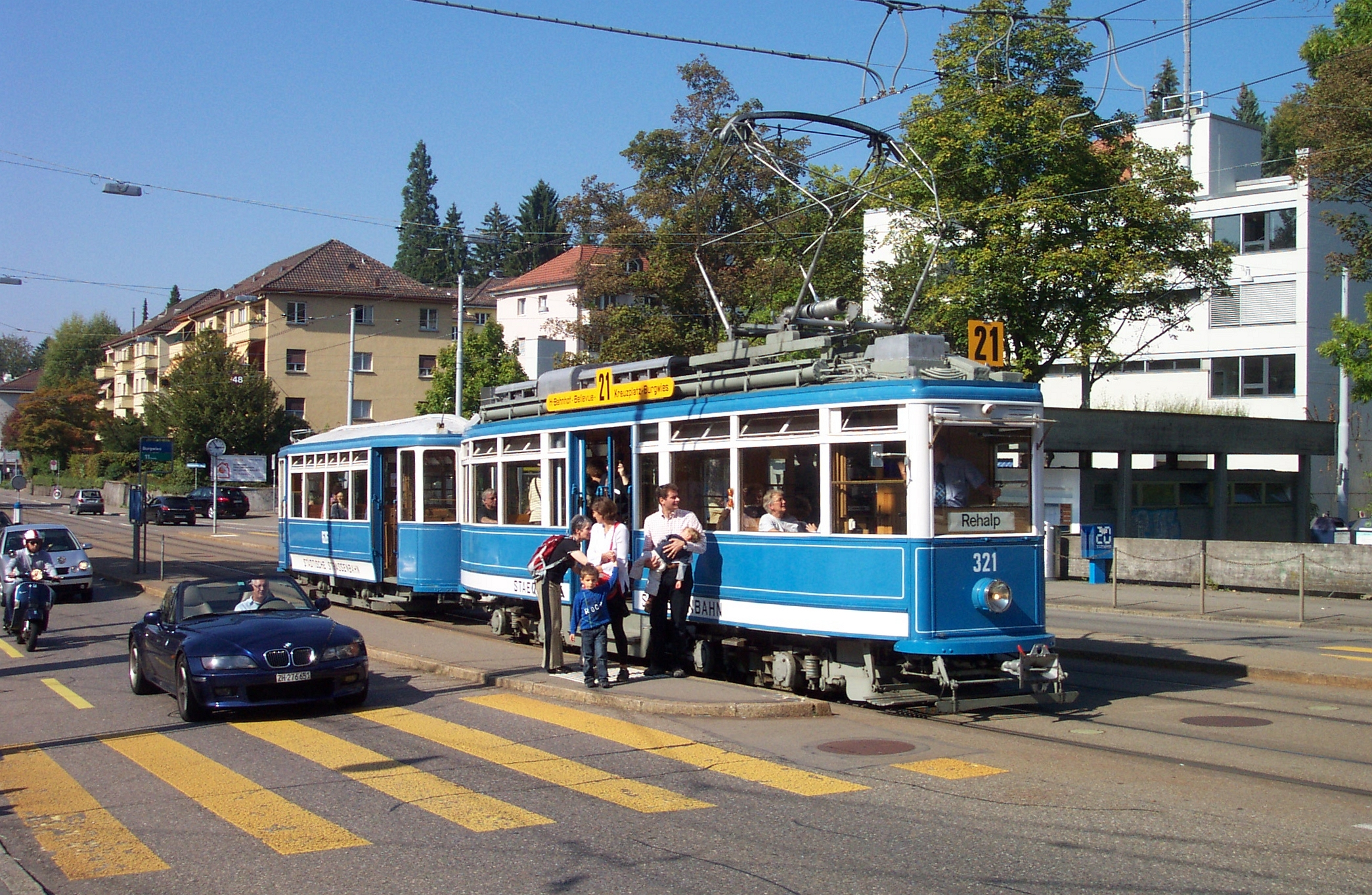
Die Museumslinie 21 wird mit Oldtimern befahren
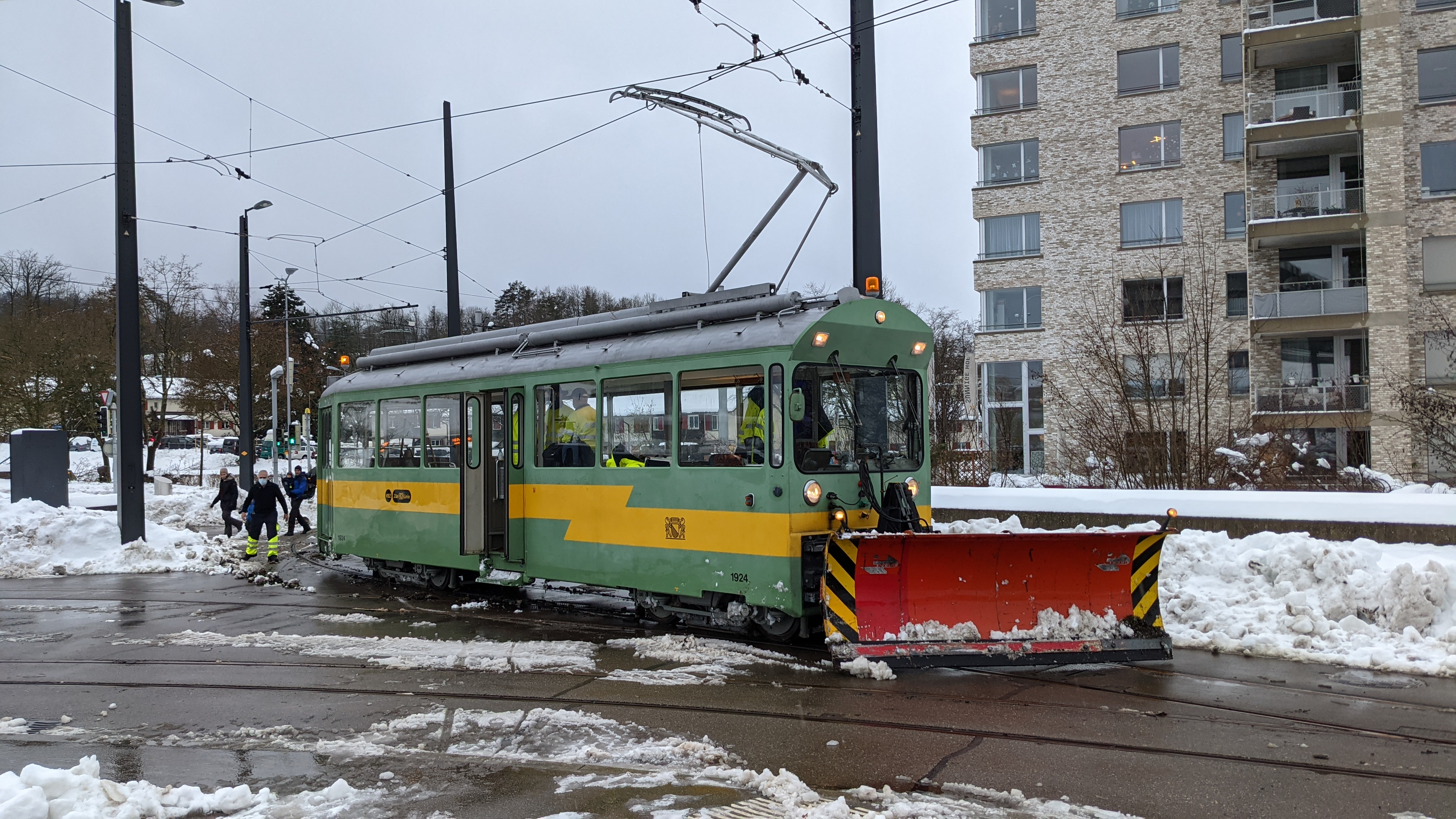
Schneepflug-Arbeitswagen am Bahnhof Stettbach

## Geschichte

### Anfangsjahre (1882–1896)

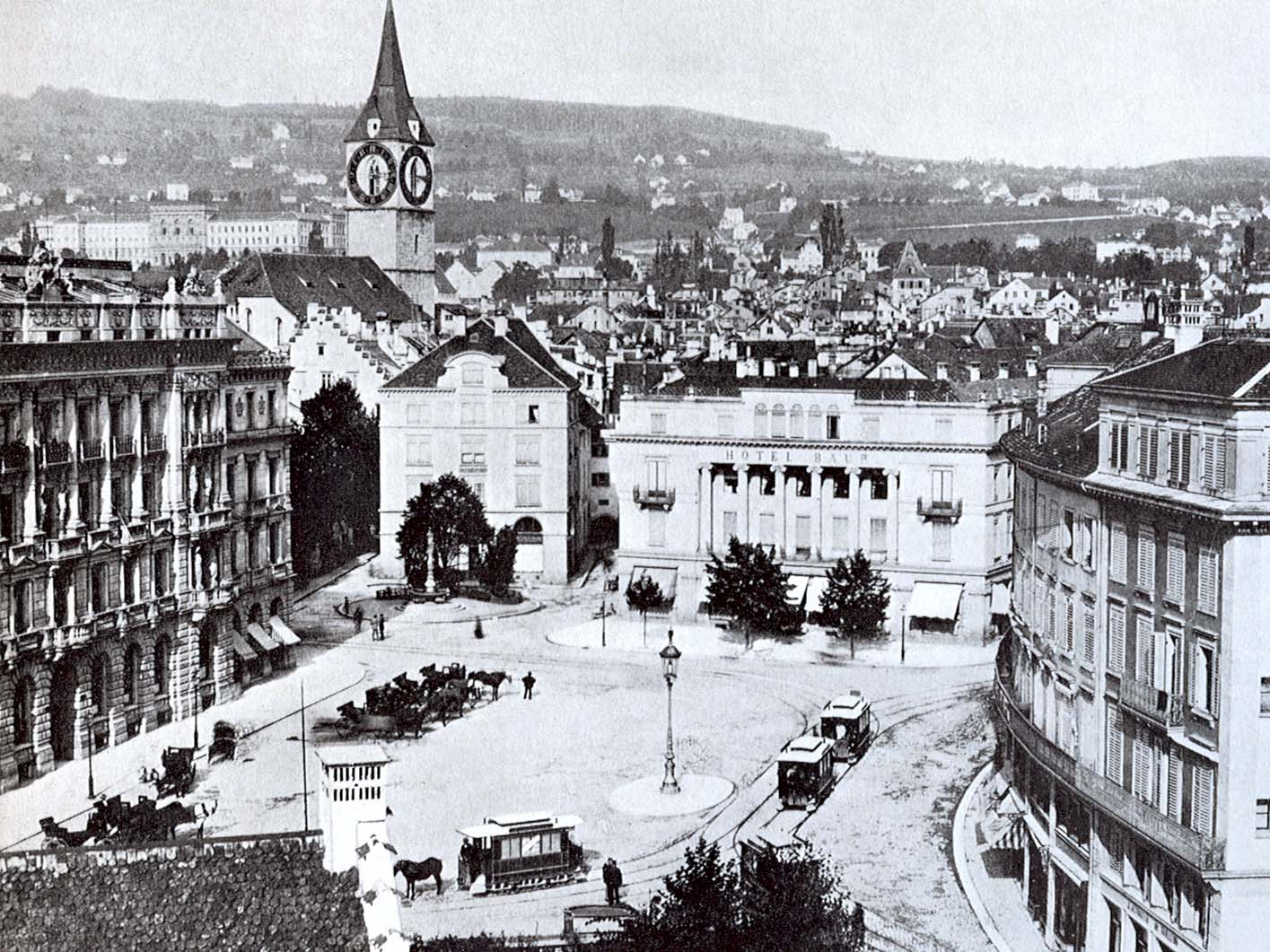
Rösslitrams auf dem Paradeplatz, Kreuzungspunkt der ersten beiden Zürcher Tramlinien, ca. 1888

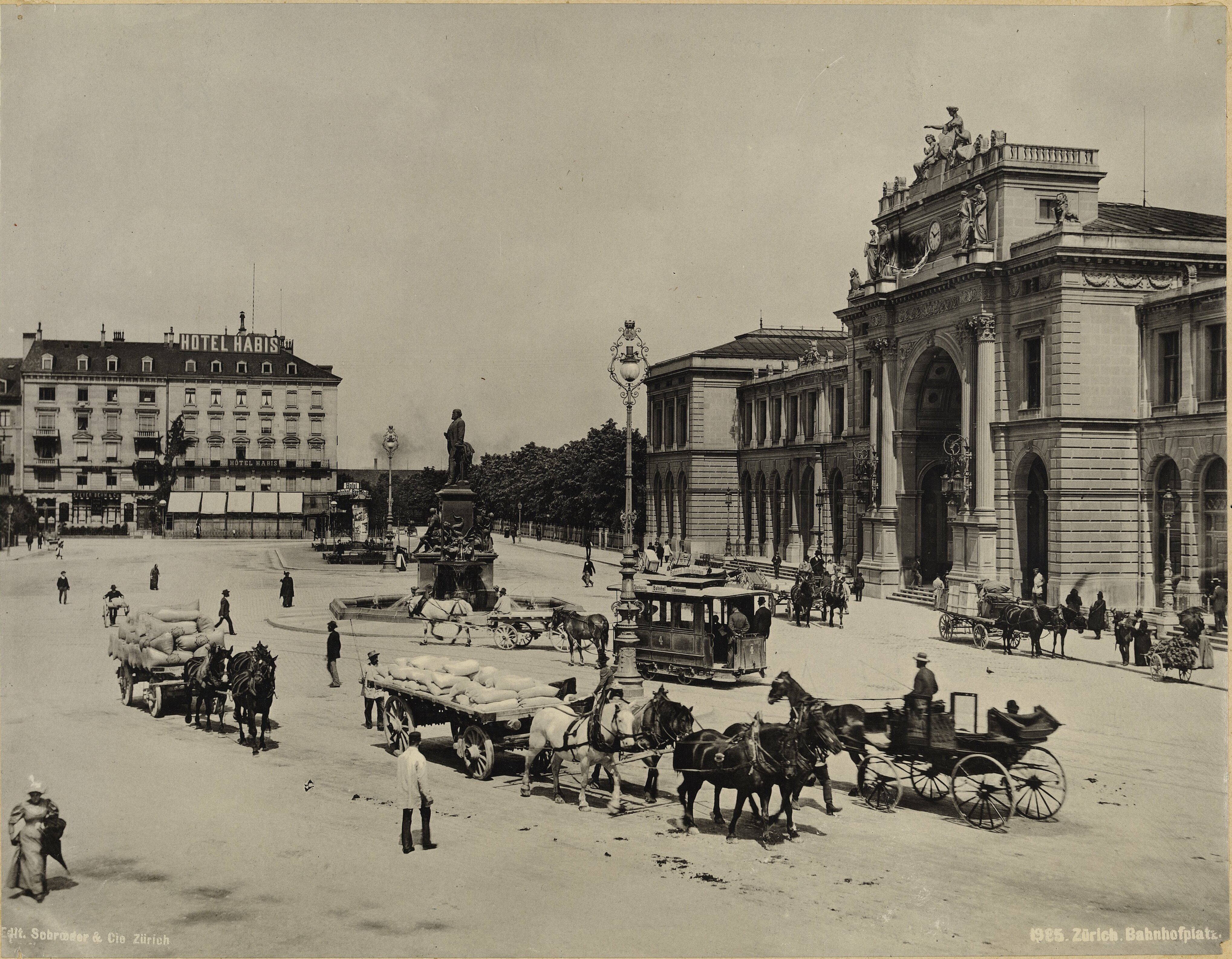
Tramwagen 4 überquert den Bahnhofplatz auf dem Weg nach Tiefenbrunnen, nach 1882

Am 25. März 1882 wurde die Zürcher Strassenbahn Gesellschaft (ZStG) gegründet. Noch im selben Jahr, am 3. September 1882, nahm das damalige Privatunternehmen die ersten beiden Rösslitram-Linien Tiefenbrunnen – Bellevue – Bahnhofplatz – Paradeplatz – Stockgasse und Helmhaus – Paradeplatz – Friedhof Sihlfeld (heute Zypressenstrasse) in Betrieb. Sie waren normalspurig. Depotanlagen und Stallungen entstanden in Riesbach auf dem Areal Seefeldstrasse 175, gegenüber der Einmündung Fröhlichstrasse.
1894 erfolgte die Inbetriebnahme der ersten elektrisch betriebenen Tramlinien der ebenfalls privaten Gesellschaft Elektrische Strassenbahn Zürich (EStZ), die im Jahr zuvor gegründet worden war. Dies waren die bereits meterspurigen Routen Bellevue – Kreuzplatz – Burgwies und Bellevue – Kunsthaus – Römerhof – Kreuzplatz. Die Initiative dafür ging von Komitees der damals noch eigenständigen Gemeinden Hirslanden und Hottingen aus. Die Baukosten des grösstenteils einspurig erstellten EStZ-Netzes bezifferten sich auf rund 167'200 Franken pro Bahnkilometer. Ursprüngliche Pläne, die Strecken ebenfalls als Dampf- oder Pferdebahn zu realisieren, wurden verworfen. Der für den Betrieb notwendige Fahrstrom wurde auf dem Areal des Depots Burgwies in einem eigens dafür errichteten Kraftwerk erzeugt.

### Kommunalisierung (1896–1900)

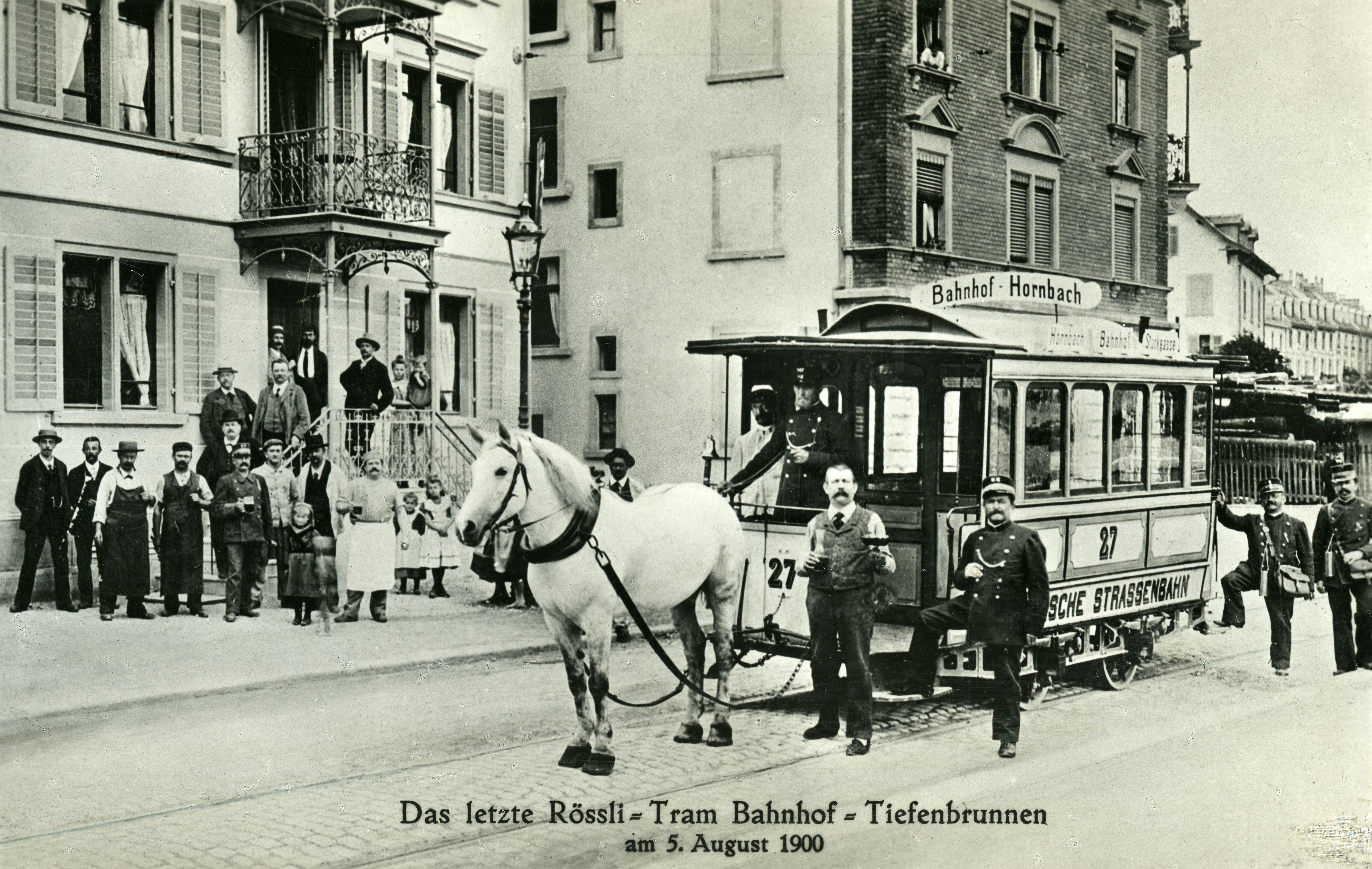
Das letzte Rösslitram in Zürich am 5. August 1900 vor dem Restaurant «Friedensburg» im Seefeld

1896 kaufte die Stadt die EStZ und gründete den kommunalen Eigenbetrieb Städtische Strassenbahn Zürich, kurz StStZ. Anfang 1897 wurde auch die Zürcher Strassenbahn Gesellschaft von der Stadt übernommen und in die StStZ integriert. Betrieblich blieben die beiden Linien der ehemaligen ZStG von den beiden ESZ-Linien und den neuen StStZ-Linien bis 1900 getrennt; behoben wurde dies mit dem Umbau des Rösslitrams auf Meterspur und der damit verbundenen Elektrifizierung zwischen Mitte Juni und Anfang Oktober 1900.
Während des gut vierjährigen, dualen Trambetriebs entstanden Strecken, die anfänglich nur mit dem alten ESZ-Netz kompatibel waren. Ende 1898 wurde die isolierte Strecke vom Hauptbahnhof nach Wiedikon eröffnet, und Anfang 1899 folgten Ausbauten der ehemaligen ESZ-Strecken vom Kreuzplatz zum Leonhardsplatz sowie vom Bellevue zum Bahnhof Enge respektive zum Paradeplatz, wobei erstmals die Gleise in der 1884 eröffneten Quaibrücke genutzt wurden. Im Oktober 1900 nutzte man den Umbau der Rösslitramstrecken, um selbige weiter in die Enge sowie nach Wollishofen zu verlängern. Im Dezember 1900 wurde schliesslich auch die Strecke vom Depot Kalkbreite bis zur Stadtgrenze zur damals noch eigenständigen Gemeinde Altstetten beim Letzigraben eröffnet; die Strecke wurde am Letzigraben von der gleichzeitig eröffneten Limmattal-Strassenbahn (LSB) nach Schlieren und Dietikon abgenommen.

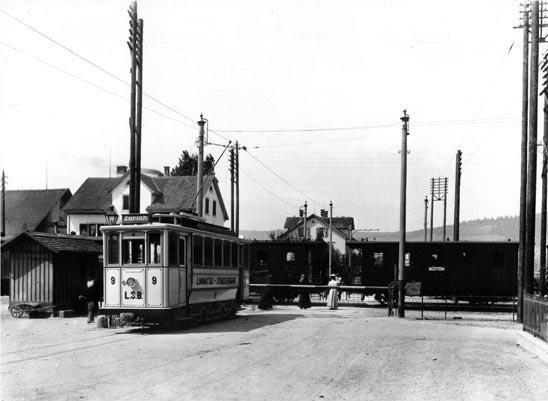
Ein Triebwagen der Limmattal-Strassenbahn am Bahnübergang in Schlieren, vor 1924

Zum Unwillen der Stadt und der StStZ waren auch weitere private Trambetriebe nicht untätig geblieben. Die Zentrale Zürichbergbahn (ZZB) nahm im Februar 1895 die Strecke vom Bellevue über Pfauen und Platte zum Fluntemer Vorderberg in Betrieb, im November folgte die Zweigstrecke ab Platte nach Oberstrass. Die ZZB wurde Anfang 1906 von der StStZ übernommen.
Die Strassenbahn Zürich–Oerlikon–Seebach (ZOS) konnte ihre gleichlautende Strecke im Oktober 1897 eröffnen; als rentabelster der privaten Trambetriebe wurde er erst Anfang Mai 1931 aufgrund der anstehenden zweiten Zürcher Eingemeindung aus politischen Gründen (zusammen mit der LSB) von der StStZ übernommen.
Die Industriequartier-Strassenbahn vom Hauptbahnhof durch das Industriequartier bis an den heutigen Escher-Wyss-Platz wurde im April 1898 eröffnet. Der sich langsam zum «Arbeitertram» entwickelnde Trambetrieb wurde mit der schnellen Bebauung des Industriequartiers interessant für die Stadt, die ihn bereits Anfang 1903 übernahm.
Das Tram im Industriequartier diente auch als Zubringer zum «Hönggertram», der im August 1898 eröffneten Strassenbahn Zürich–Höngg. Vom finanziell unattraktiven Hönggertram wurde Anfang 1913 zuerst das gesamte Rollmaterial und die auf Stadtgebiet liegende Strecke bis zum Grenzstein zwischen Zürich Wipkingen und der Gemeinde Höngg übernommen. Die Übernahme der restlichen Strecke zwischen Grenzstein und Wartau folgte erst Anfang 1924.
Als vorletzter privater Trambetrieb wurde im Dezember 1900 die Limmattal-Strassenbahn (LSB) eröffnet, die von der Stadtgrenze beim Letzigraben – als Fortsetzung der dortigen StStZ-Strecke – durch Altstetten nach Schlieren und Dietikon führte. Im April 1901 folgte eine Zweigstrecke von Schlieren nach Unterengstringen und Weiningen. Auch die LSB war finanziell unattraktiv, und der ausbleibende Streckenunterhalt führte zu Umstellungen auf Busbetrieb. Die anstehende zweite Zürcher Eingemeindung führte daher Anfang Mai 1931 politisch motiviert zur Übernahme der LSB (zusammen mit der ZOS).
Im April 1901 wurde die Seilbahn Rigiviertel eröffnet, die später ebenfalls Teil der VBZ werden sollte. Um die Standseilbahn zu erschliessen, verlängerte die ZZB ihre Oberstrasser Strecke um wenige Dutzend Meter vom Rigiplatz zur Talstation.

### Fertigstellung des Grundnetzes (1900–1910)

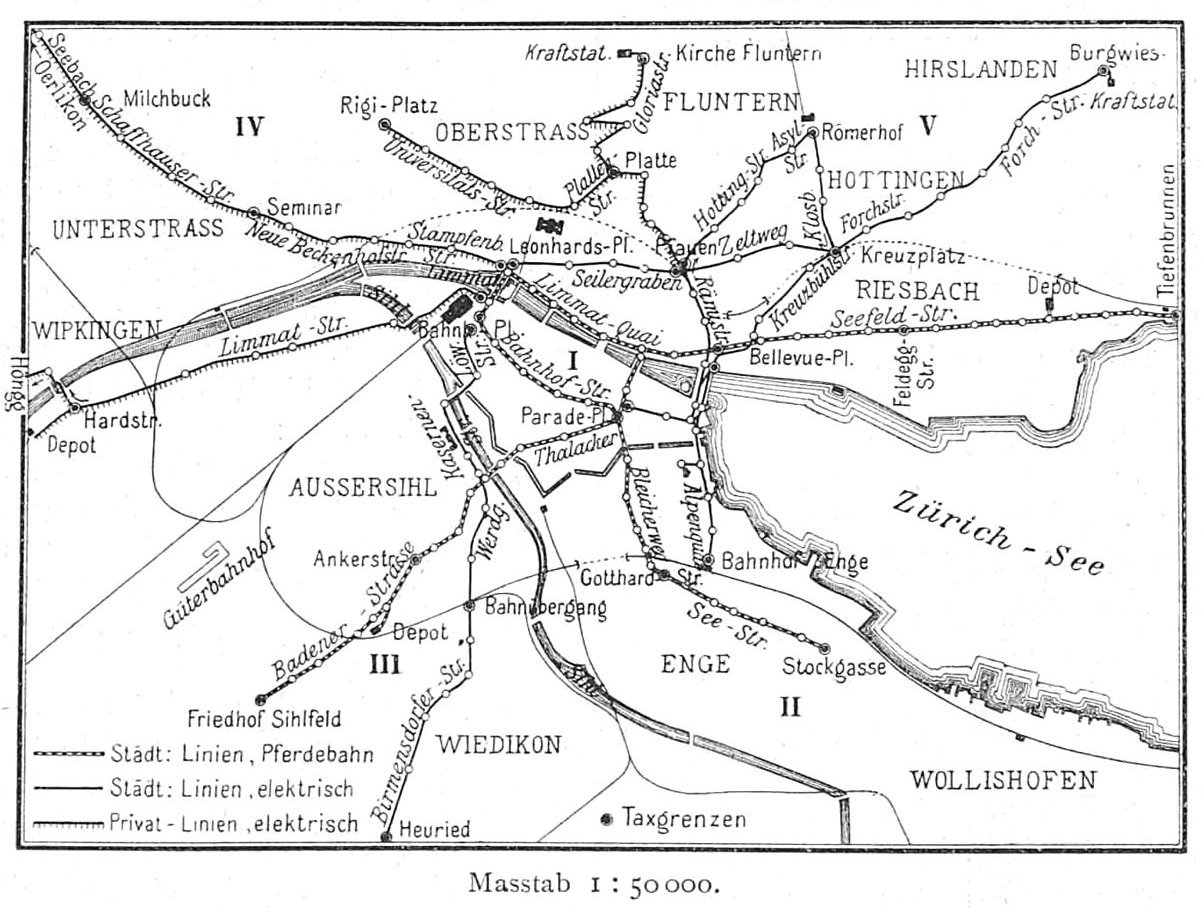
Das Strassenbahnnetz um 1899

Vorschlag für geometrische Linien-signale der städtischen Linien, 1898, kam nie zur Anwendung

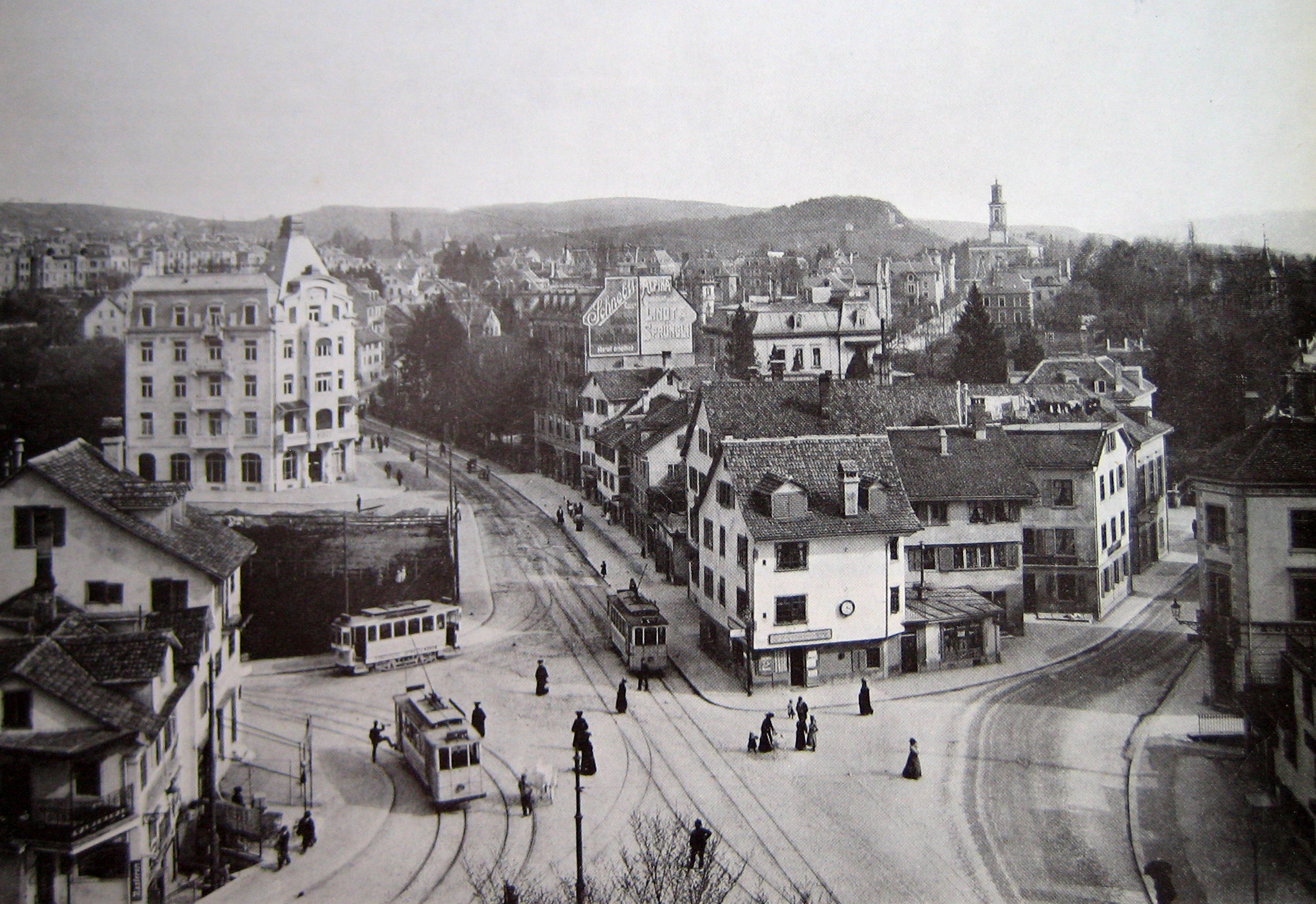
Strassenbahnverkehr auf dem Kreuzplatz, 1905

Bei der StStZ, die nach dem Kauf der Industriequartier-Strassenbahn 1903 und der Zentralen Zürichbergbahn 1906 nun bereits weite Teile der damaligen Stadt selber erschloss, arbeitete man sehr bedächtig an Streckenausbauten. Den Personenverkehr zwischen Paradeplatz und Helmhaus über Münsterhof und Münsterbrücke stellte man bereits im Mai 1901 ein, da man seit über einem halben Jahr über die Quaibrücke fuhr.
Die seit 1900 verwendeten farbigen Linientafeln wurden 1905 mit einer Nummerierung ergänzt, die ab 1906 Verwendung fand; die entsprechenden Linientafeln für die Trams wurden von der Werkstätte Seefeld hergestellt und bis 1907 in beleuchteter Ausführung an sämtlichen Fahrzeugen nachgerüstet.
Die Neuerungen des Jahres 1906 umfassten zudem die Einführung des Fünf-Minuten-Takts zu den Hauptverkehrszeiten und die Anschaffung eines Automobil-Turmwagens. Zuwachs erhielt auch das Streckennetz Anfang Oktober, als die Strecke zwischen Leonhardsplatz und Universitätstrasse – an der Anfang des Jahres zugekauften ZZB – eröffnet wurde, die aufgrund der Steigung über eine Spitzkehre am Haldenegg verfügte. Auch die ZOS war nicht untätig geblieben und eröffnete Ende Mai 1906 eine Zweigstrecke von Sternen Oerlikon zum Gasthaus Hirschen in Schwamendingen.
Mit weiteren kleinen Anpassungen ging es weiter; von der Strassenbahn Zürich–Höngg wurde 1907 die wartungsintensive Limmatquerung über den eigenen Tramsteg zwischen den heutigen Haltestellen Escher-Wyss-Platz und Wipkingerplatz übernommen. Die Stadt erlaubte dem «Hönggertram» die Benutzung ihrer Strecke – der ehemaligen Industriequartier-Strassenbahn – bis zum Hauptbahnhof; um Abkreuzungskonflikte zu vermeiden, baute die Stadt die eigene Strecke bis zur Wipkinger Nordbrücke aus. Diese Verlängerung wurde im August 1908 eröffnet, während die Eröffnung der an der Nordbrücke gelegenen SBB-Station Wipkingen erst 1932 folgte.
Ende Juni 1907 wurde die Strecke von der Utobrücke (Enge) über selbige nach Wiedikon eröffnet, zur Kreuzung mit der Sihltalbahn, bei der heutigen Saalsporthalle. Gebaut wurde die Strecke als Verbindungsstück, zur gleichzeitig eröffneten Albisgütlibahn (AGB), die als letzter privater Trambetrieb in der Stadt eröffnet wurde und von der Sihltalbahnkreuzung zum Albisgüetli führte. Die AGB wurde eigens für das Eidgenössische Schützenfest vom 7. bis zum 18. Juli 1907 gebaut, welches auch der Höhepunkt der Geschichte der AGB blieb. Bereits im November 1908 musste die AGB den ruinösen Betrieb ins sprichwörtliche «Nirgendwo» einstellen; die unterbeschäftigten Fahrzeuge nutzte die StStZ danach mehrheitlich auf ihrem eigenen Netz. Im Sommerhalbjahr führte die StStZ einen stark reduzierten Betrieb als Ausflugstram auf der AGB, der sich ab 1913 auf Wochenend-Nachmittage und ab 1915 sogar nur auf Sonntag-Nachmittage beschränkte. Die AGB überstand diese Zeit bis in die 1920er-Jahre faktisch als reine Infrastrukturgesellschaft. Als mit der Bebauung des Wiediker «Friesenbergs» begonnen wurde, erwarb die StStZ Anfang Juli 1925 die AGB.
Die Oerliker ZOS war ein Dorn im Auge der StStZ, und während das erfolgreiche Privatunternehmen Ende August 1908 seine Strecke von Seebach nach Glattbrugg verlängerte, arbeitete die Stadt an einer direkten Konkurrenzstrecke; Anfang Mai 1909 eröffnete die StStZ ihre Strecke in der Weinbergstrasse von der Spitzkehre Haldenegg bis kurz vor den Schaffhauserplatz – ohne Gleisverbindung zur ZOS. Der Schritt erwies sich zwar als nicht existenzbedrohend für die ZOS, allerdings rentierte sich zur Hauptverkehrszeit der bisherige Drei-Minuten-Takt auf der Doppelspur zwischen Leonhardsplatz und Rötelstrasse nicht mehr; man beschränkte sich daher wieder auf den üblichen Sechs-Minuten-Takt.
Ein Novum auf dem Zürcher Schienennetz war die Inbetriebnahme der ersten Wendeschleife Zürichs im Juni 1909 beim Bahnhof Tiefenbrunnen. Zwar wurden die ersten Einrichtungsfahrzeuge erst drei Jahrzehnte später eingeführt, jedoch erleichterte die Schleife die Betriebsabwicklung mit Anhängern, da die Motorwagen an den Linienenden nicht mehr umgesetzt werden mussten.
Anfang 1910 wurde die zweite Aussersihler Strecke Militärstrasse – Feldstrasse – Stauffacherstrasse bis Werdstrasse eröffnet, und Anfang Mai folgte die Fortsetzung über die Stauffacherbrücke und durch die Stockerstrasse zum Bleicherweg. Mit letzterem Streckenteil wurde auch die Strecke über die Münsterbrücke zwischen Paradeplatz und Helmhaus reaktiviert. Befahren wurden die Streckenteile von der neuen Linie 8, die bis 1924 mehrheitlich zwischen Hauptbahnhof und Helmhaus verkehrte; als im Juli 1924 die Linie 8 von der Münster- auf die Quaibrücke verlegt wurde, wurde die Strecke Paradeplatz – Helmhaus endgültig stillgelegt und abgebrochen.

### Netzergänzungen und Erster Weltkrieg (1910–1918)
Das Jahr 1910 stellte eine grössere Zäsur dar, denn ab jetzt baute nur noch die StStZ neue Tramstrecken, wobei das Grundnetz bereits weitgehend fertiggestellt war. In Richtung Stadtgrenze entstanden zwei weitere Streckenverlängerungen, Anfang Juni 1911 wurde die ehemalige ESZ-Strecke vom Römerhof zum Klusplatz verlängert. Die Tramstrecke in der Forchstrasse, von der Burgwies – Depotstandort und Endpunkt der ehemaligen ESZ – zur Stadtgrenze bei der Rehalp, wurde Ende Mai 1912 eröffnet und war zugleich der Vorbote der Ende November 1912 eröffneten Forchbahn (FB). Die eigenständige Forchbahn ist seit ihrer Eröffnung durch die gemeinsame Direktion eng mit der StStZ respektive mit den heutigen VBZ verbunden und verkehrt innerhalb der Stadt, zwischen dem Stadelhoferplatz und Rehalp, auf den Gleisen der städtischen Strassenbahn.
Bis 1914 folgten vor allem kleinere betriebliche Verbesserungen: im Oktober 1911 wurde das vergrösserte Depot Hard in Betrieb genommen, und 1913 wurde mit dem Bau der ersten Etappe des Depots Elisabethenstrasse begonnen. Letzteres wurde 1915 als Erweiterung des Standorts Kalkbreite eröffnet, der bereits 1882 vom «Rösslitram» genutzt wurde. Durch die Elisabethenstrasse wurde bereits im Oktober 1912 ein Dienstgleis verlegt, welches das Depot und die Strecke in der Badenerstrasse mit der Strecke in der Birmensdorferstrasse verband. Die genannten Strecken wurden Ende Juni 1914 zudem neu an der Gabelung der beiden Strassen verbunden, womit die Gleisanlage der 1898 eröffneten Wiediker Strecke in der Werdstrasse entfernt werden konnte.
Als vierte grosse Limmatbrücke ab der Seemündung wurde an der Stelle des Oberen Mühlestegs die Uraniabrücke gebaut und 1913 dem Verkehr übergeben. Die eingebauten Gleise verbanden ab Mai 1914 als Teil der Verbindungsstrecke Uraniastrasse die Bahnhofstrasse mit dem Limmatquai und erlaubten die letztendlich kaum genutzte Umfahrung der Bahnhofbrücke, in deren Ostkopf – am schmalen Leonhardsplatz – damals vier Strecken mündeten. Die Brücke wurde 1951 in Rudolf-Brun-Brücke umbenannt.
Der Ausbruch des Ersten Weltkriegs ging im August 1914 an der StStZ nicht spurlos vorüber. Da mit der Kriegsmobilmachung ein grosser Teil des ausschliesslich männlichen Personals – damals eine Selbstverständlichkeit – zum Felddienst einrücken musste, trat kurzfristig ein «Kriegsfahrplan» mit massiven Angebotseinschränkungen in Kraft. Nach rund zwei Wochen konnte man zu einem reduzierten «Zivilfahrplan» übergehen; da das Verkehrsaufkommen in den Kriegsjahren unerwartet stieg, mussten die Fahrplanreduktionen gestrichen werden, und das Fahrangebot wurde letztendlich sogar ausgebaut. Massiv erschwert wurde dies durch die Inflation, die Wagen und Schienen erheblich verteuerten. Einzig 1915 konnte am Haldenegg die Spitzkehre durch eine direkt befahrbare Kurve ersetzt werden, wobei das Gleis der Spitzkehre als Verbindungsgleis zwischen Universitätstrasse und Schaffhauserplatz belassen wurde.

### Erneuerungsschub nach Erstem Weltkrieg (ab 1919)

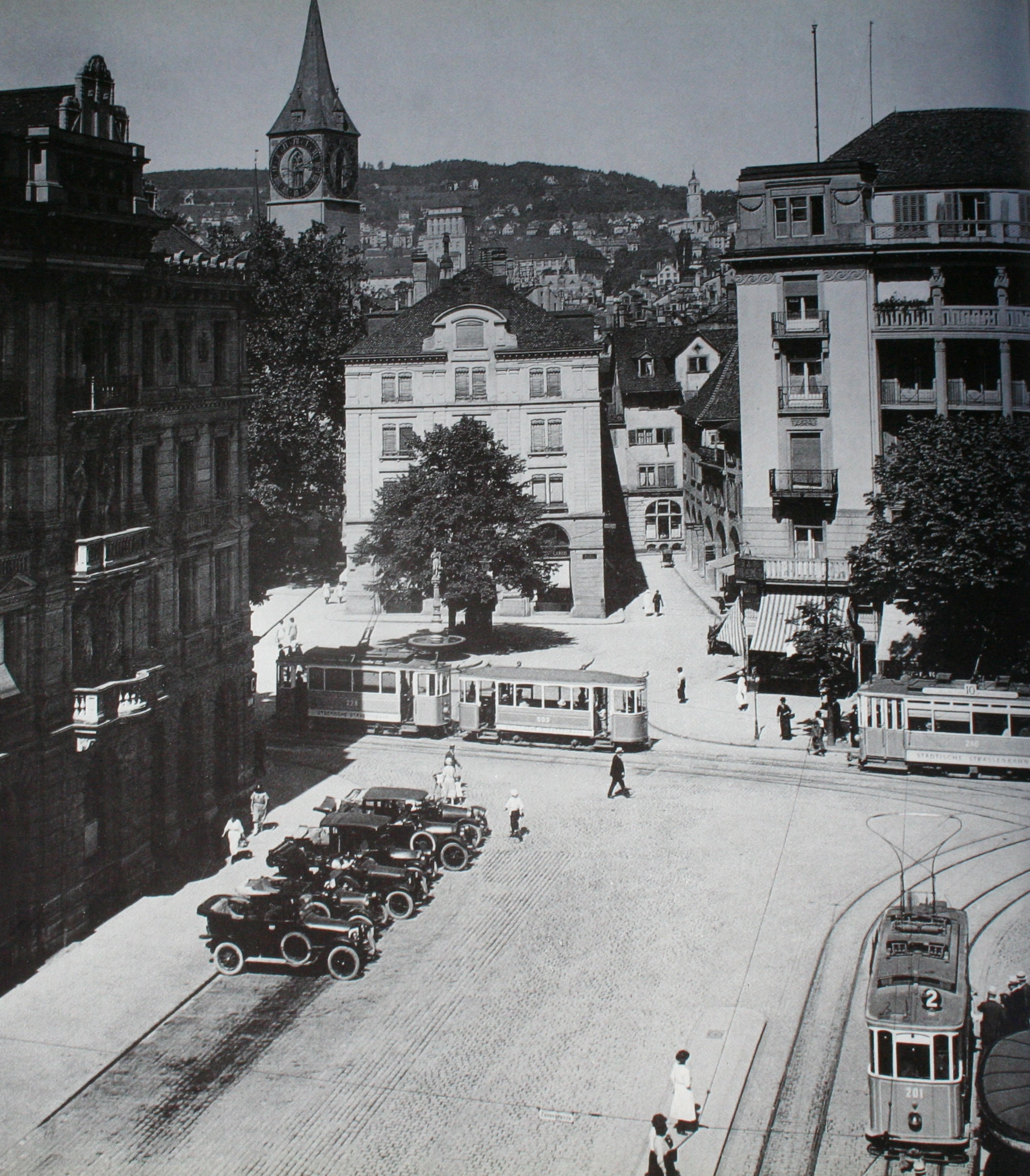
Trambetrieb auf dem Paradeplatz, um 1925

Nach Ende des Ersten Weltkriegs normalisierte sich der Betrieb, allerdings wurde der von 1906 bis 1914 übliche Fünf-Minuten-Takt nicht wieder aufgenommen, sondern auf den vor 1906 üblichen Sechs-Minuten-Takt ausgedünnt. Bis August 1919 liess sich die StStZ ihre Konzession um weitere acht Strecken erweitern, von denen bis 1926 aber nur fünf gebaut wurden, während die übrigen drei deutlich später als Buslinien umgesetzt wurden.
Besonders schnell ging der Bau der Strecke vom Bahnhofquai zum Stampfenbachplatz – die Strecke konnte nach einem knappen Monat Mitte Oktober 1919 eröffnet werden. Die Walchebrücke wurde wie die Uraniabrücke bereits 1913 samt Gleisen fertiggestellt und gleichzeitig auch die Gleisanlage am Bahnhofquai dafür angepasst. Der Verbindung zur Stampfenbachstrasse standen anfänglich noch Teile des ehemaligen Escher-Wyss-Fabrikareals Neumühle im Weg. Der dort angesiedelte städtische Schlachthof wurde 1915 abgetragen, womit Platz für die Walchestrasse geschaffen worden war, in die 1919 Gleise verlegt wurden. Obwohl es sich um eine Strecke der StStZ handelte, wurde sie konzessionsbedingt bis 1931 nur von der ZOS befahren. Die Stadt handelte für die Streckenbenutzung widerwillig mit der ZOS einen gesonderten Vertrag aus.

### Verkehrsbetriebe der Stadt Zürich (ab 1949)

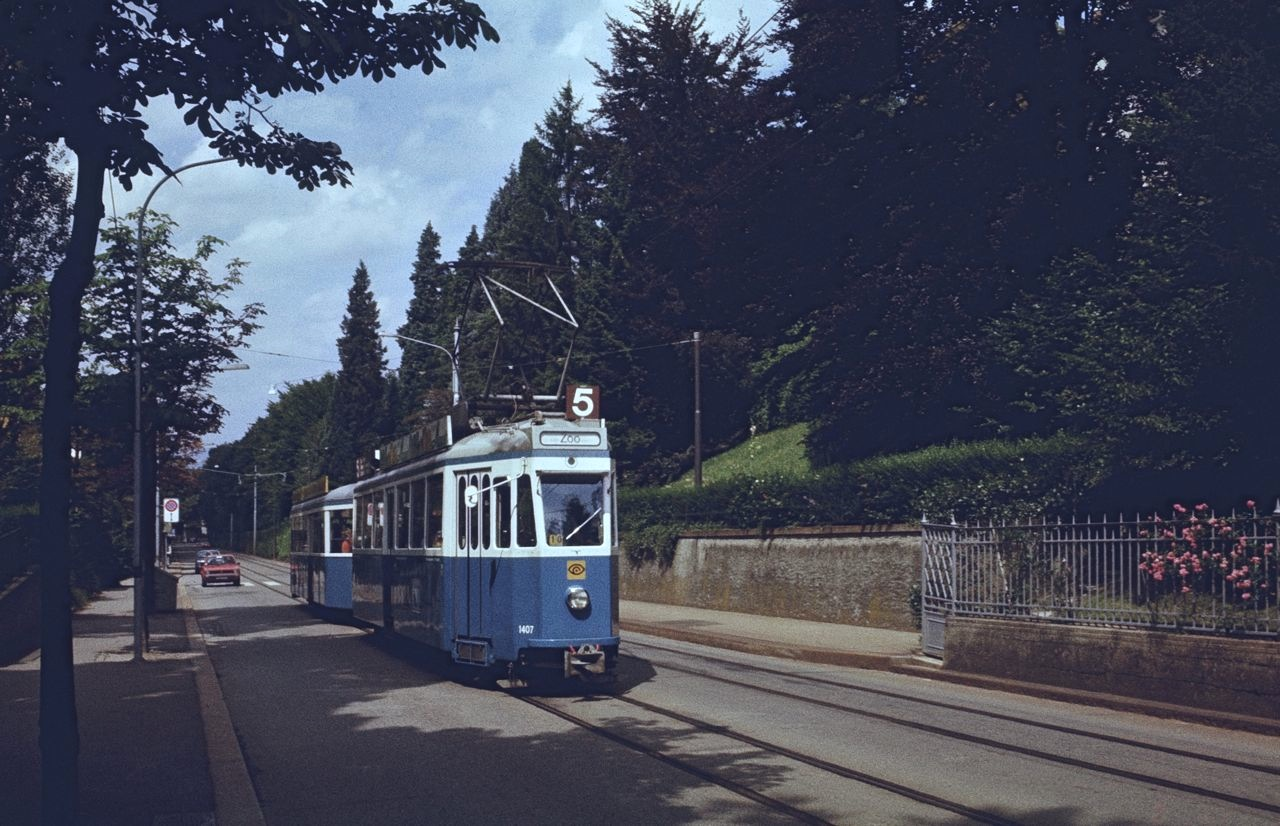
Ein Schweizer Standardwagen, auf dem Weg zum Zoo im Jahr 1979 in der Krähbühlstrasse

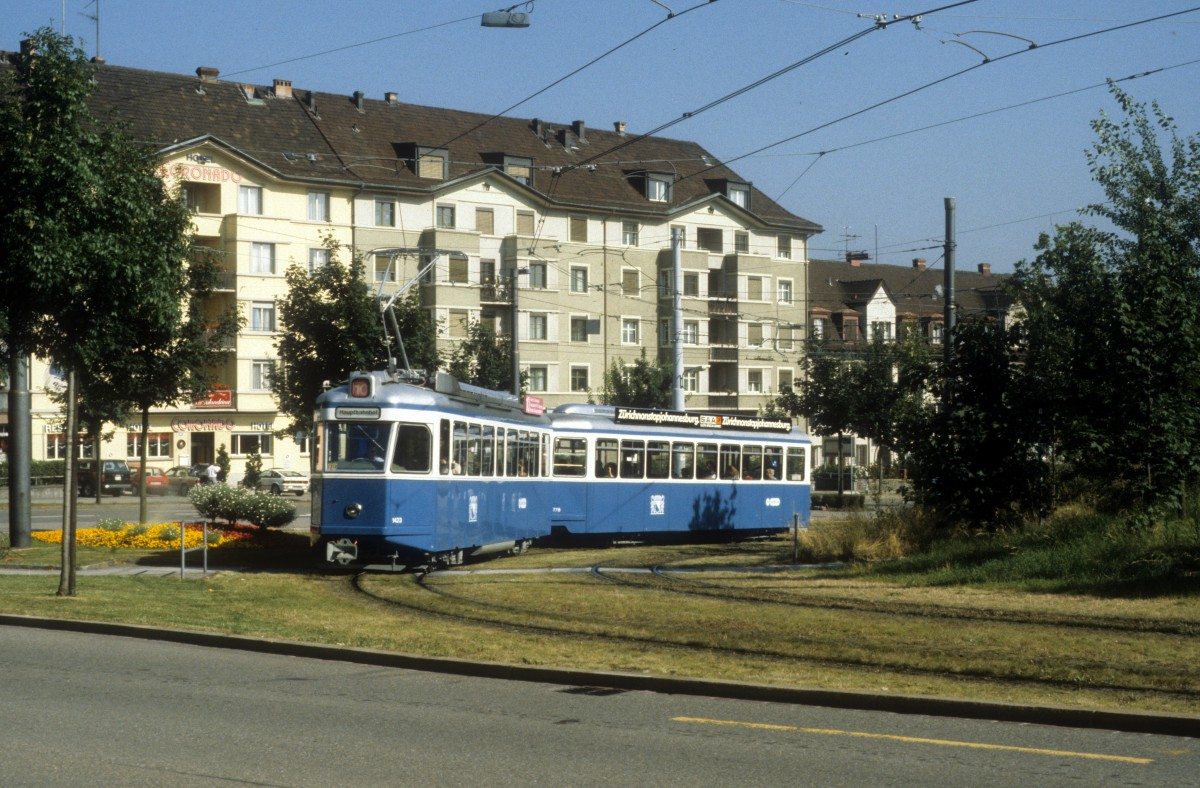
Ein «Karpfen» mit Beiwagen der Linie 10 biegt von der Schaffhauser- in die Irchelstrasse ab, 1990

1927 verkehrte die erste städtische Autobuslinie, die vom den Strassenbahnen angegliederten Kraftwagenbetrieb der Städtischen Strassenbahn Zürich betrieben wurde. Ab 1939 wurden die ersten Trolleybusse eingesetzt. Im März 1949 wurden Strassenbahnbetrieb und Kraftwagenbetrieb endgültig zusammengelegt, woraus die Verkehrsbetriebe der Stadt Zürich (VBZ) entstanden. Die Tramlinie 1 wurde nach einem 1944 gefällten Volksentscheid 1954 zunächst durch Autobusse und einige Jahre später dann durch die Trolleybuslinie 31 ersetzt. 1964 verschwand die Tramlinie 12, als die Tramstrecke zur Nordbrücke abgebrochen wurde und die Linie 4 die Route der Linie 12 übernahm.
Seit 1968 wird auf den Dächern der Trams Werbefläche verkauft. Im Jahr darauf folgte die Einführung der Selbstbedienung, als Billettautomaten die letzten Kondukteure ersetzten. 1976 folgte die Verlängerung der Linie 4 vom Sportplatz Hardturm bis Werdhölzli, 1998 schliesslich die Erweiterung der Linie 11 bis zum Hallenstadion.
Eine Besonderheit des Zürcher Trambetriebs waren bis in die 2000er-Jahre hinein rote Aufstecktafeln mit weisser Aufschrift «Forch hell» an der Front der Motorwagen der Linie 11 beziehungsweise «Uetliberg hell» an denen der Linien 8, 13 und 14. Dabei handelte es sich um eine spezielle Wetterinformation der Verkehrsbetriebe: Die Anzeigen gaben den Bewohnern der häufig vernebelten Stadt Zürich einen verbindlichen Hinweis, ob auf den beiden Höhenzügen nahe der Stadt die Sonne scheint und sich daher ein Ausflug dorthin lohnen könnte. Mit der Einführung der Cobra-Trams wurde dieser Service abgeschafft, weil an deren für Fussgänger kollisionsfreundlich gestalteten Front kein Platz mehr für die kantige Halterung der Schilder vorgesehen war. Die Züge der Uetlibergbahn zeigten die Information ebenfalls an, dort war sie allerdings in die seitliche Rollbandanzeige integriert.
Am 10. Dezember 2006 wurde die Linie 11 bis Auzelg verlängert und bildete die erste Etappe der Glattalbahn, der letzte Abschnitt gehört dabei den Verkehrsbetrieben Glattal. Erstmals seit 1931 gehört damit ein Teilstück des Tramnetzes nicht der StStZ beziehungsweise den VBZ.
Ausserordentlich wurde per 22. März 2007 die Linie 5 unter Nutzung bestehender Strecken bis zur Laubegg verlängert. Die Betriebszeiten sind auf die Öffnungszeiten des Einkaufszentrums Sihlcity ausgerichtet, und die Betriebskosten gingen – bis zur Aufnahme des Angebots in die Leistungsvereinbarung mit dem ZVV per Dezember 2008 – vollumfänglich zulasten der Eigentümerschaft der Sihlcity-Überbauung.
Seit dem 12. Dezember 2010 verkehrt ausserdem die damals neu eingeführte VBG-Linie 12 auf der Strecke Flughafen – Glattpark – Auzelg – Stettbach, hierbei handelt es sich um die dritte Etappe der Glattalbahn.
2007 wurde den Stimmbürgern der Stadt Zürich das Projekt Tram Zürich West zur Abstimmung über die Finanzierung vorgelegt und mit 51'802 Ja- gegen 22'941 Nein-Stimmen deutlich angenommen. Im November 2007 stimmte dann auch der Kanton Zürich der Vorlage zu. Die Inbetriebnahme erfolgte am 11. Dezember 2011, die neue Strecke wird von der Linie 4 bis zur neuen Endhaltestelle Bahnhof Altstetten Nord befahren. Zwischen Hauptbahnhof und Werdhölzli ist seither die neu eingeführte Linie 17 im Einsatz.
Mit dem Fahrplanwechsel am 10. Dezember 2017 wurde die Strecke über die Hardbrücke in Betrieb genommen und die Linie 8 vom Hardplatz über den Escher-Wyss-Platz zum Hardturm verlängert. Dieser Verlängerung haben die Stimmberechtigten des Kantons Zürich am 30. November 2014 mit 66,03 Prozent zugestimmt. Zudem wurde die Linienführung ab Bellevue Richtung Klusplatz angepasst und die Linien über Stadelhofen – Kreuzplatz zum Klusplatz geführt. Dafür wendet die Linie 15 neu am Bahnhof Stadelhofen. Grund war der Einsatz von längeren Fahrzeugen auf der neu geführten Linie 8 und dem deshalb fehlenden Platz auf den Wendeschleifen am Klusplatz.
Seit September 2019 wurde in 2 Etappen die Limmattalbahn eröffnet. Zuerst wurde die Linie 2 von der Endhaltestelle Farbhof über die Stadtgrenze nach Schlieren verlängert, und im Dezember 2022 folgte im Rahmen der zweiten Etappe die Linie 20, die vom Bahnhof Zürich Altstetten via Schlieren und Dietikon zum Bahnhof Killwangen-Spreitenbach führt, welcher bereits im Kanton Aargau liegt. Diese Linie wird durch die Aargau Verkehr bedient.

## Fahrzeuge

### Heutige Motorwagen
| Bild           | Typ    | Nummern   | Bezeichnung      | Anzahl | Baujahre  | Bemerkungen |
| -------------- | ------ | --------- | ---------------- | ------ | --------- | --- |
|                | Be 4/6 | 2001–2098 | Tram 2000        | 98     | 1976–1987 | 2060 nach Unfall 2008 abgebrochen; Seit Sommer 2021 diverse Fahrzeuge ausrangiert bzw. in die Ukraine abgegeben |
|                | Be 2/4 | 2401–2435 | Tram 2000 Pony   | 35     | 1985–1992 | geführte Wagen Ausrangierungen seit 2022 (2404, 2405, 2407, 2408, 2412–2417, 2419)                              |
|                | Be 4/8 | 2099–2121 | Tram 2000 Sänfte | 23     | 1991–1992 | mit nachträglich eingebautem Niederflurmittelteil, 2001 (Prototyp 2113) und 2004–2005 entstanden aus Be 4/6     |
|                | Be 5/6 | 3001–3088 | Cobra            | 88     | 2001–2010 | 19 Wagen (3062–3080) tragen den Markenauftritt der VBG                                                          |
| Flexity Zürich | Be 6/8 | 4001–4132 | Flexity          | 132    | 2019–2029 | Option über weitere 8 Fahrzeuge                                                                                 |

Am 15. November 2012 begannen die VBZ eine Ausschreibung für 70 neue Niederflur-Trams. Im Rennen waren die sechs Unternehmen Bombardier, Siemens, Stadler, Alstom, Škoda und Vossloh Kiepe. Gefordert wurden maximal 43 Meter lange – also sieben Meter länger als bisher – und mindestens 225 Fahrgäste fassende Fahrzeuge. Sie sollten somit circa 30 Personen mehr befördern können als die Cobras der Baureihe Be 5/6. Die Anzahl der Sitzplätze sollte mit 90 gleich bleiben. Die Verkehrsbetriebe rechneten mit circa 4,5 Millionen Franken pro Tram. Die neuen Wagen sollten einen Grossteil der ab 1976 angeschafften Tram 2000 ablösen. Bereits zwischen Frühjahr 2009 und Sommer 2010 wurden jeweils über mehrere Wochen drei Vorführfahrzeuge verschiedener Bewerber in Zürich getestet.

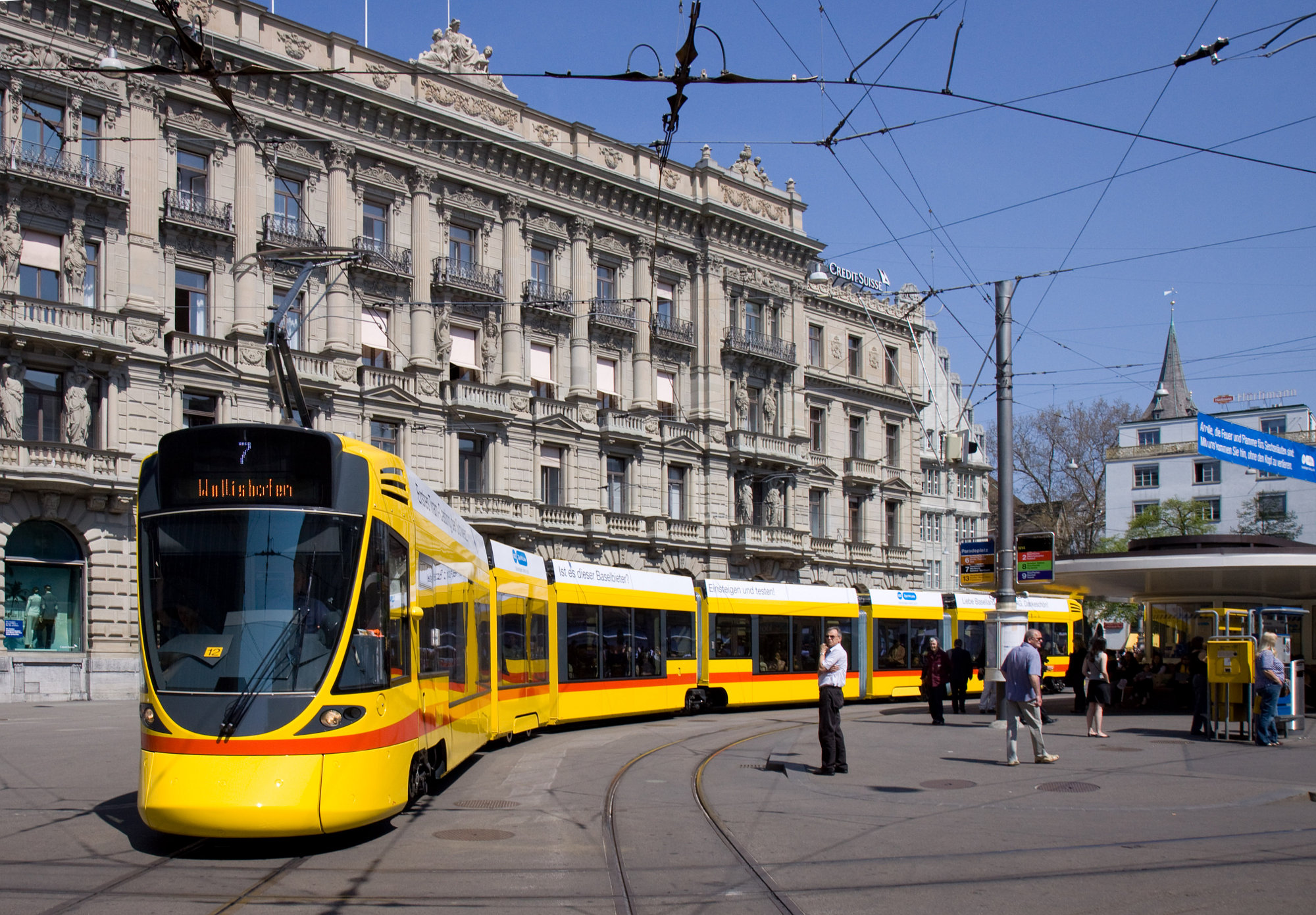
Ein Stadler Tango der Baselland Transport AG überquert am 15. April 2009 im Testeinsatz auf der VBZ-Linie 7 den Zürcher Paradeplatz
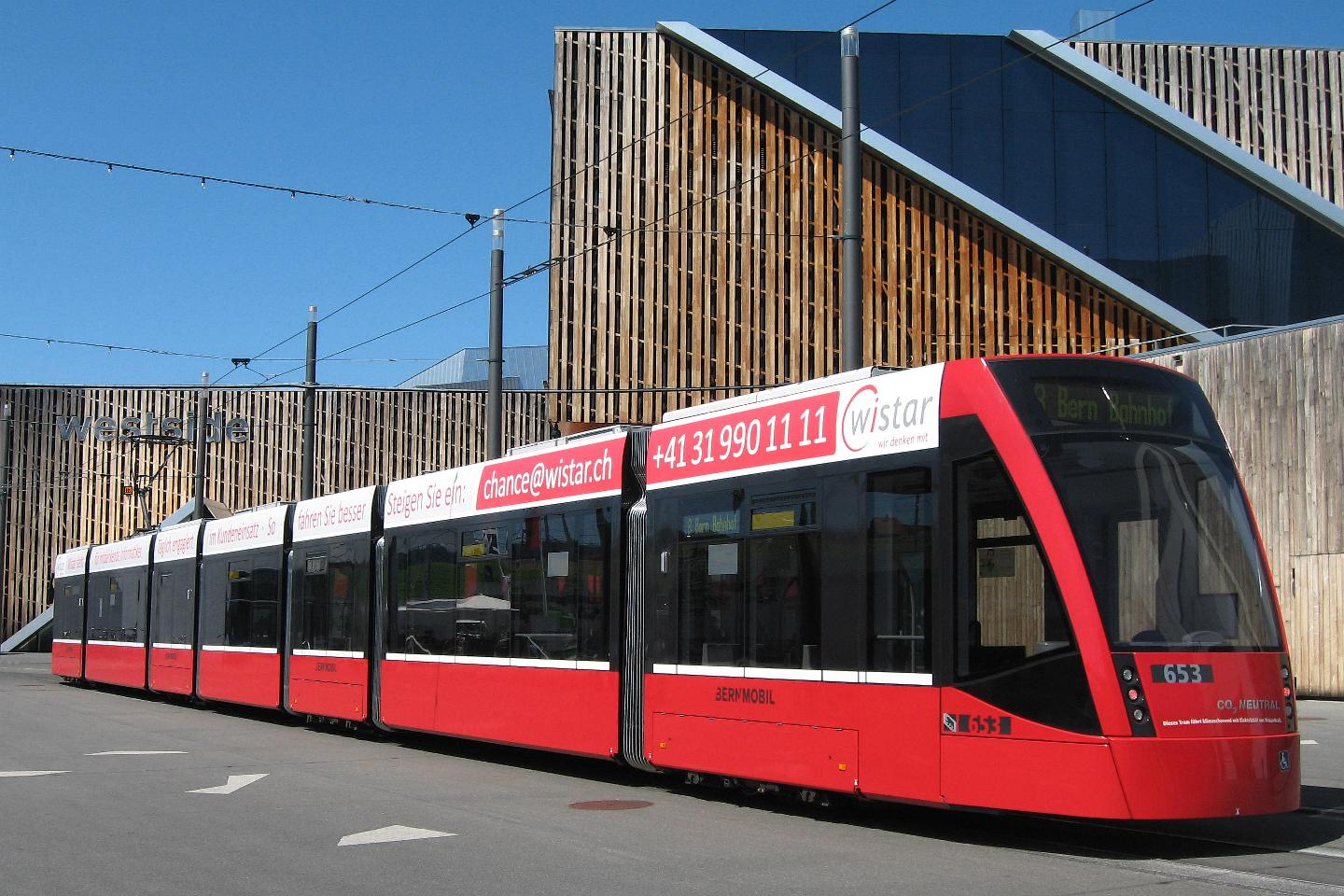
Im Frühling 2010 kam Siemens Combino Nummer 659 von Bernmobil für Testfahrten nach Zürich. Das Bild zeigt einen baugleichen Wagen beim Einsatz in Bern.
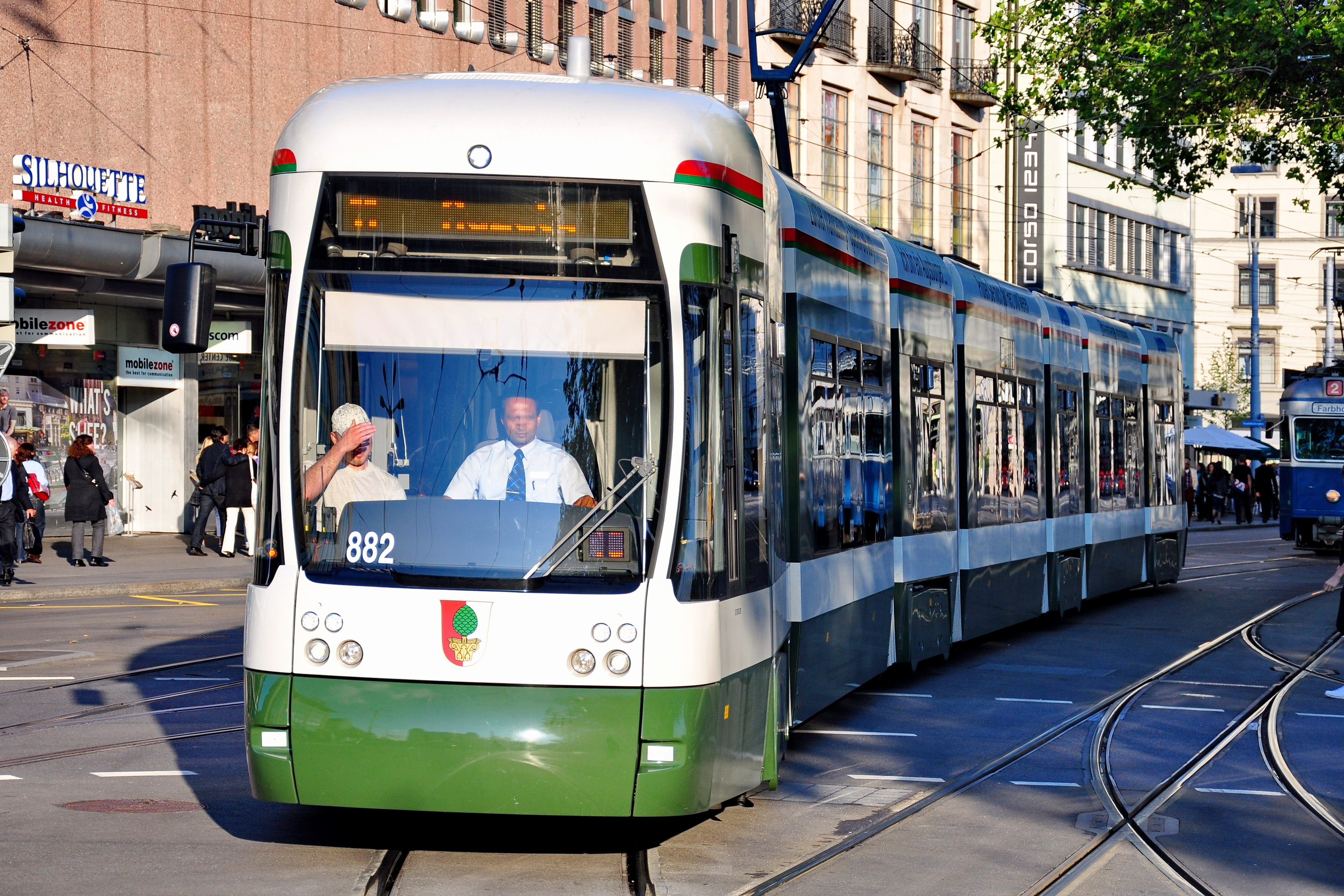
Zuletzt wurde ab Mai 2010 der Bombardier Flexity Outlook Nummer 882 der Augsburger Verkehrsgesellschaft getestet, hier auf der Linie 11 am Bellevue

Nach langen juristischen Auseinandersetzungen zwischen VBZ und ZVV fiel im Mai 2016 die Wahl letztlich auf das Modell Flexity 2 von Bombardier. Das erste Fahrzeug sollte voraussichtlich im November 2019 ausgeliefert werden, im planmässigen Verkehr wurden sie ab Sommer 2020 erwartet. Im Oktober 2020 wurde das erste Fahrzeug im Plandienst eingesetzt. Am 9. Dezember 2020 bestellte die VBZ aus bestehenden Optionen weitere 40 Flexity 2. Diese zweite Serie soll im Anschluss an die ersten 70 Fahrzeuge 2025–2027 ausgeliefert werden. Am 15. Mai 2024 bestellten die VBZ aus bestehenden Optionen zwölf weitere Fahrzeuge. Diese werden im Anschluss an die zweite Serie in den Jahren 2027–2028 geliefert. Weitere zehn Fahrzeuge, deren Auslieferung zu diesem Zeitpunkt bis Mitte 2029 erwartet wurde, wurden im Mai 2025 bestellt.

### Ehemalige Motorwagen (Auswahl)
| Bild | Typ    | Nummern   | Bezeichnung | Anzahl | Baujahre  | Bemerkungen |
| ---- | ------ | --------- | ----------- | ------ | --------- | --- |
|      | Ce 4/4 | 301–350   | Elefant     | 50     | 1929–1931 | im Einsatz bis 1971 |
|      | Be 2/3 | 1031–1032 | Geissbock   | 02     | 1939      | im Einsatz bis 1971 |
|      | Be 4/4 | 1351–1415 | Kurbeli     | 65     | 1940–1954 | Schweizer Standardwagen, im Einsatz bis 1994                                                                                               |
|      | Be 4/4 | 1501–1552 | Pedaler     | 52     | 1941–1952 | Schweizer Standardwagen, im Einsatz bis 1987                                                                                               |
|      | Be 4/4 | 1416–1430 | Karpfen     | 15     | 1959–1960 | im Einsatz bis Dezember 2006, 13 Wagenzüge wurden an die Strassenbahn Winnyzja weitergegeben                                               |
|      | Be 6/6 | 1801–1802 | Prototypen  | 2      | 1960–1961 | 1801 im Jahr 1999 ausgemustert und abgebrochen, 1802 im Jahr 1993 zum Gastrotram umgebaut (siehe Bild), 2015 ausgemustert und abgebrochen. |
|      | Be 4/6 | 1601–1690 | Mirage      | 90     | 1966–1968 | im Einsatz bis Ende Juni 2010 und 2019–2021 aufgrund Trammangel, 78 Wagen wurden an die Strassenbahn Winnyzja weitergegeben                |
|      | Be 4/6 | 1691–1726 | Blinde Kuh  | 36     | 1968–1969 | geführte Wagen, im Einsatz bis Anfang Mai 2009, die drei Wagen 1715, 1717 und 1718 wurden an die Strassenbahn Winnyzja weitergegeben       |

Einige historische Fahrzeuge werden vom Verein Tram-Museum Zürich betriebsfähig erhalten und sind im Museum Burgwies zu besichtigen.

### Ehemalige Anhängewagen (Auswahl)
| Typ    | Nummern          | Anzahl | Baujahre  | Bemerkungen |
| ------ | ---------------- | ------ | --------- | --- |
| B4     | 711–770, 787–801 | 75     | 1945–1973 | Schweizer Standardwagen, im Einsatz hinter Kurbeli, Pedaler und umgerüsteten Mirage, im Einsatz bis Mitte 2008 |
| B4     | 771–786          | 16     | 1959–1960 | im Einsatz hinter Karpfen und Be 6/6 1802, im Dezember 2006 ausgemustert                                       |
| Be 4/6 | 2301–2315        | 15     | 1978      | im Einsatz hinter Be 4/6 und Be 4/8 (Tram 2000), Ausmusterung 2021–2023                                        |

### Sondertrams

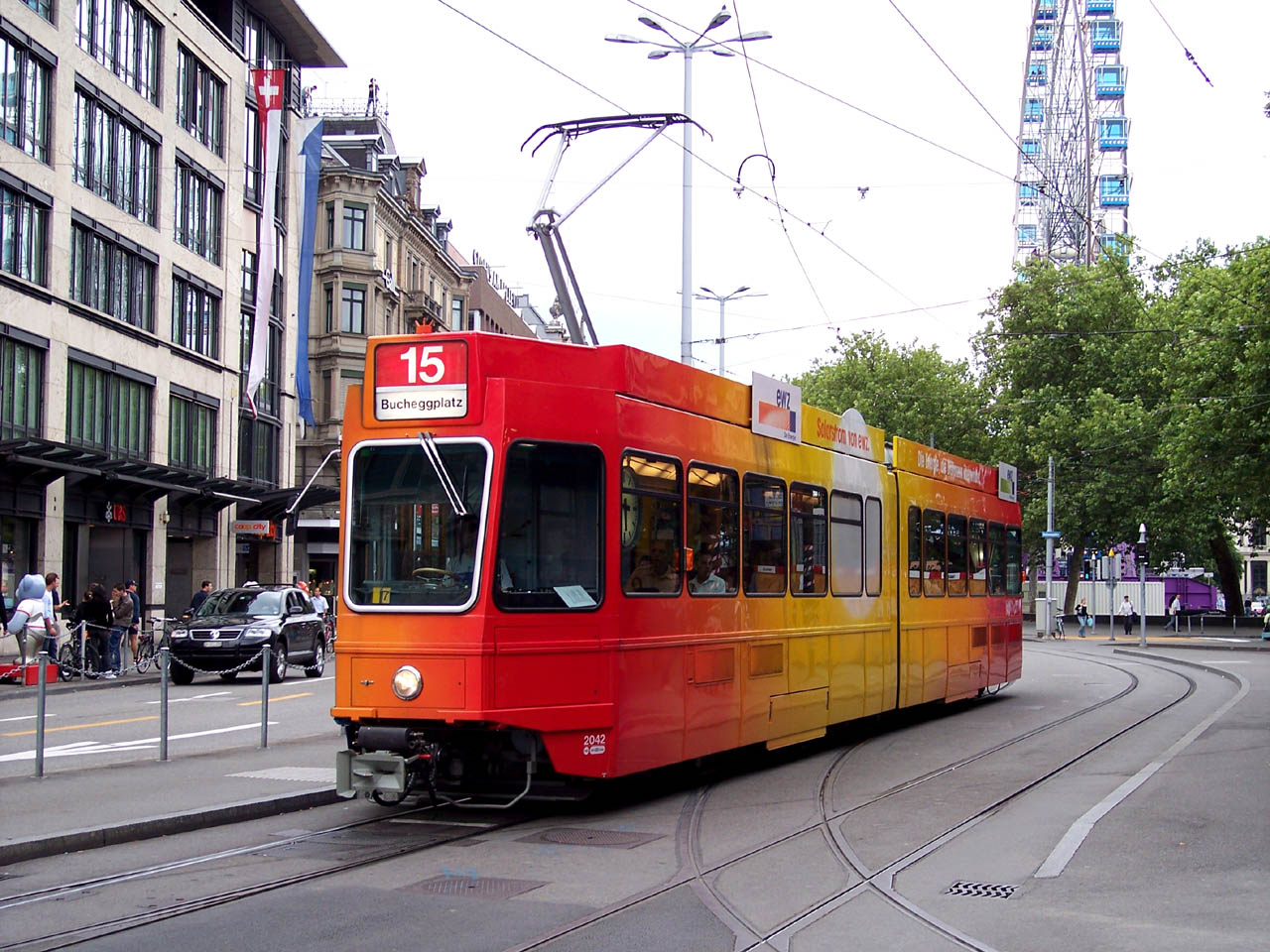
Energie-Tram 2042 auf Linie 15

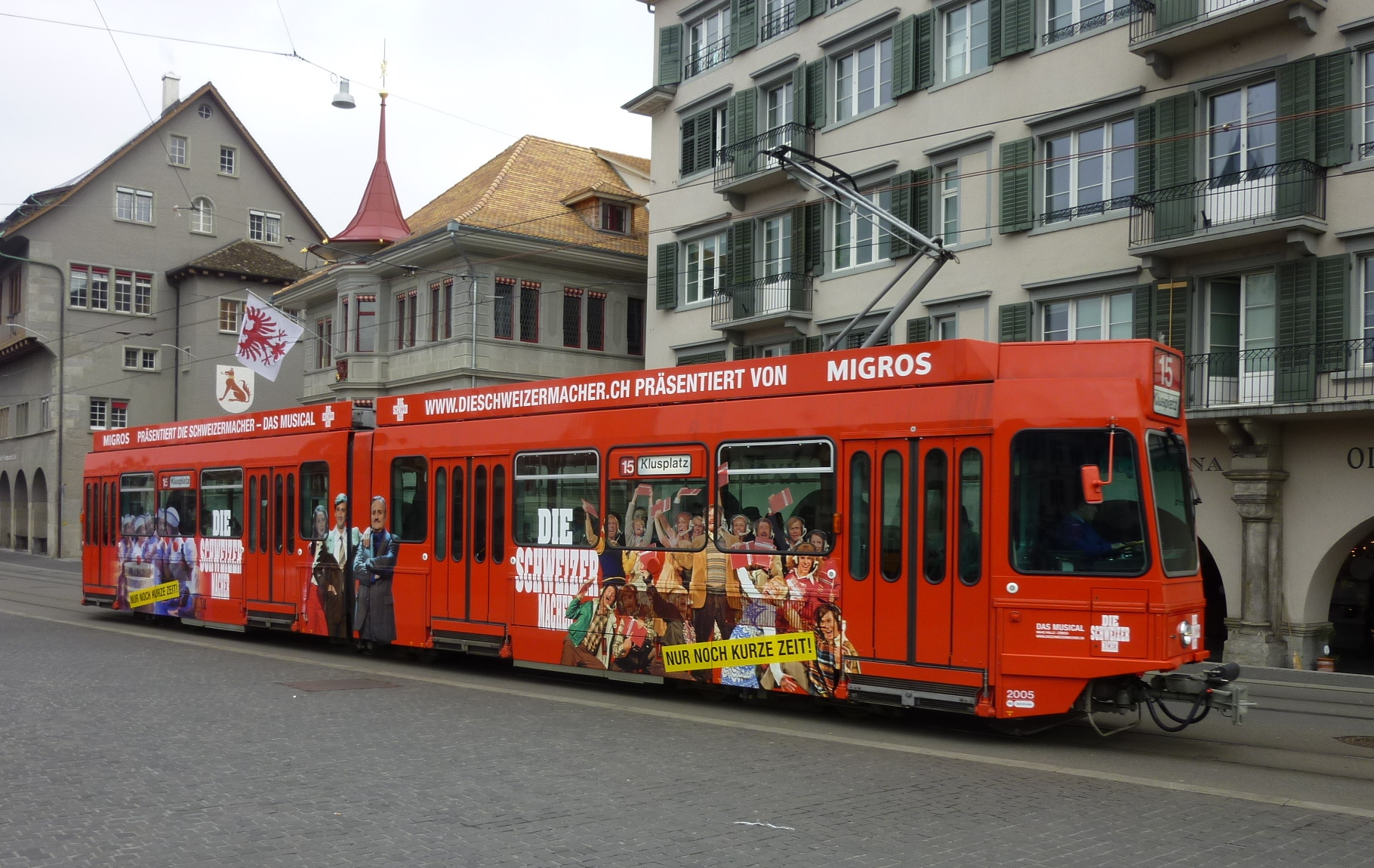
Schweizermacher-Tram 2005 auf Linie 15

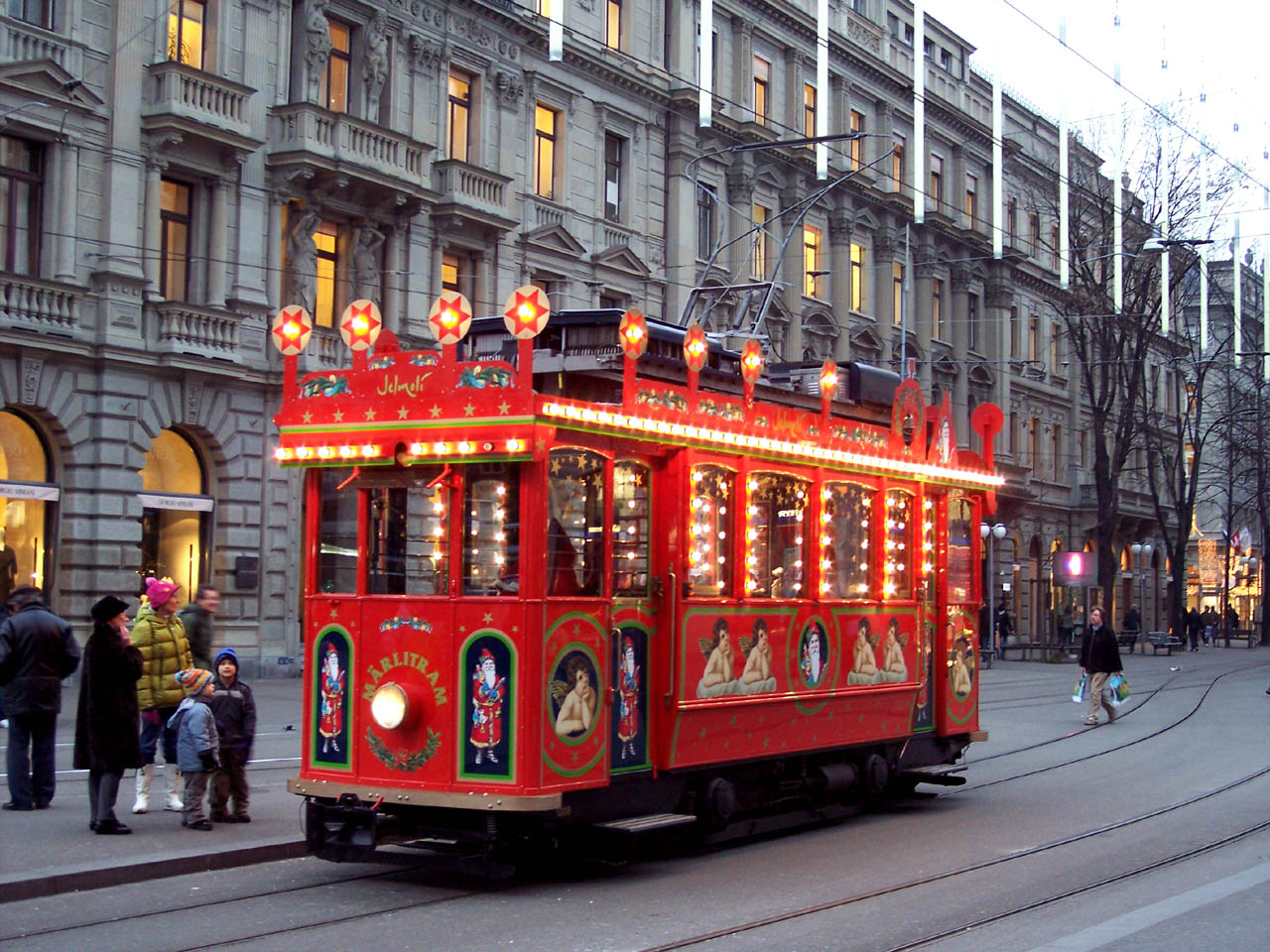
Märlitram am Paradeplatz

Zu besonderen Anlässen, Themen oder Projekten kann mit den VBZ ein Vertrag zur Umgestaltung eines Trams abgeschlossen werden. Die Kosten betragen ungefähr 500'000 – 1'000'000 Franken. Meist ist ein Sondertram während zwei Jahren, manchmal auch länger, unterwegs. Einige Sondertrams wurden auch mit Eigenwerbung oder eigens gewählten Themen umgestaltet.
| Jahr – Bezeichnung (Fahrzeugnummer) | Jahr – Bezeichnung (Fahrzeugnummer) |
| 1984: SBB-InterCity-Tram (2028+2305) 1985: Alpaufzug-Tram (1521) 1985: Zoo-Tram (1400 + B4 753) 1986: Radio-24-Tram (2024) 1986: China-Tram (1651) 1987: Kunst-Tram (1651) 1987: Indien-Tram (1389 + B4 738) 1988: Pro-Juventute-Tram (1651) 1989: Kino-Tram (1601 + B4 716) 1990: Konkrete-Kunst-Tram (2093+2413) 1991: Heureka-Tram (1601+1691) 1991: Urschweiz-Tram (2093) 1992: Industrie-Tram (2093) 1993: Sushi-Tram (1802 + B4 1971) 1993: Schauspielhaus-Tram (2052+2403) 1994: Frauen-Tram (2061) 1995: Röntgen-Tram (2056) 1995: Kantons-Tram (2065+2093) 1995: Chuchichästli-Tram (1802 + B4 1971) 1995: Sport-Tram (1640+1692) 1996: Regenbogen-Tram (1690+1691) 1997: Aida-Tram (2061) 1998: Pipilotti-Tram (2074) | 1998: Elfi-Tram (2096+2315) 1998: Titanic-Tram (2001) 1998: Riverdance-Tram (2021) 1999: Suchtpräventions-Tram (2051) 2000: Paradies-Tram (2039) 2001: ewz-Energie-Tram (2042) 2004: FIFA-Tram (2086+2418) 2006: Gesundheits-Tram (2091) 2007: Jubiläums-Tram (2005) 2008: 175 Jahre Universität-Zürich-Tram (3027) 2008: UEFA Euro 2008 Host-City-Tram (1689) 2008: Ewigi-Liebi-Tram (2005) 2009: Ingenieur-Tram (3056) 2010: Schweizermacher-Tram (2005) 2010: Ballett-Tram (1676) 2011: ZVV-Tram (2051+2315) 2012: 100 Jahre Forchbahn-Tram (3048) 2015: 25 Jahre ZVV-Tram (2068) 2021: Impftram (2043+2408) |

Während der Weihnachtszeit verkehrt jährlich das Märlitram. Die VBZ verfügen ausserdem über ein als Restauranttram bezeichnetes Tram, das mit einer Küche ausgestattet ist und als rollendes Restaurant dient. Es kann gemietet werden und steht auch Einzelgästen zur Verfügung, unter anderem im Winter als Fondue-Tram.

### Werbetrams

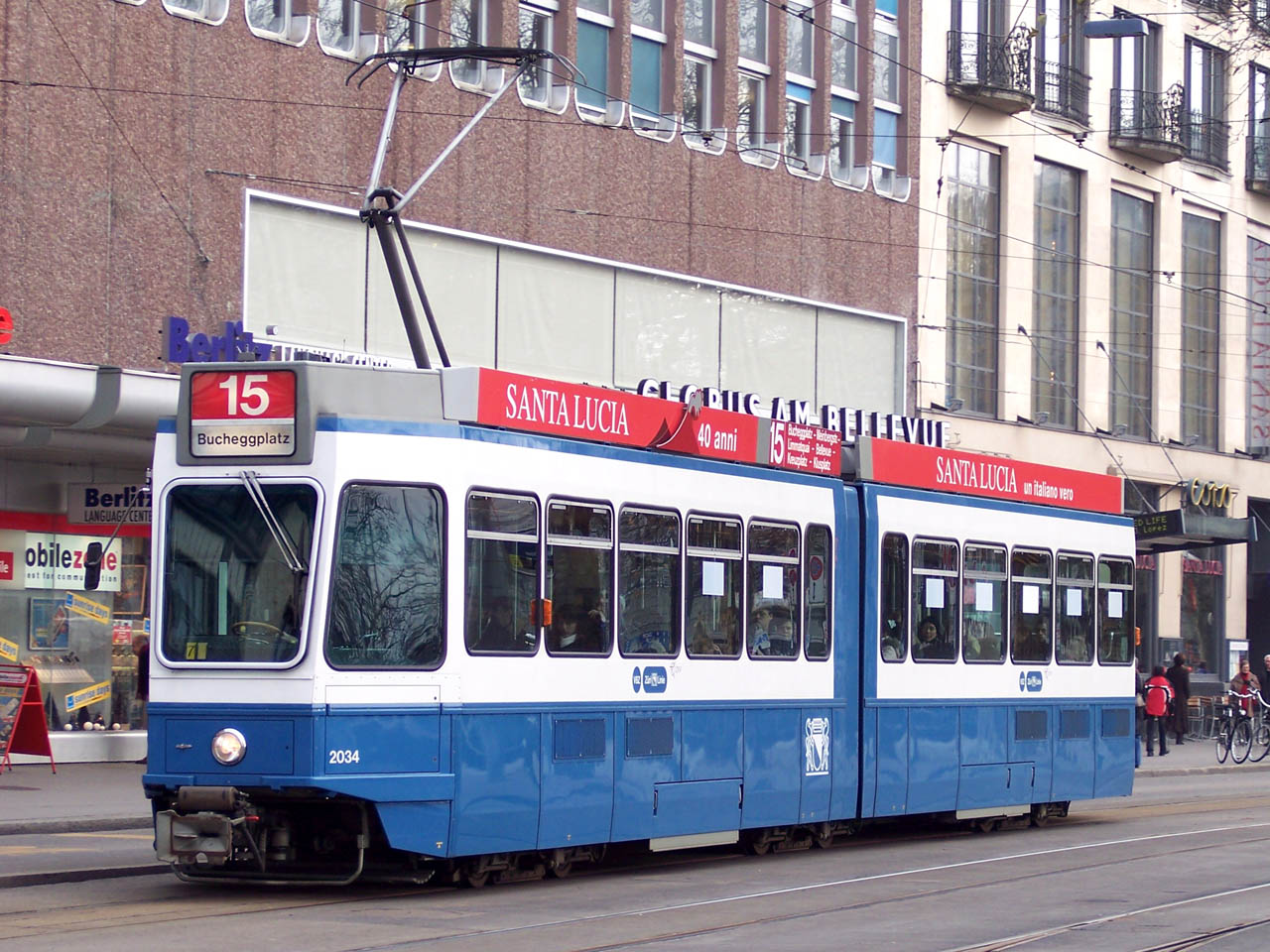
Aussenwerbefläche im Bereich der Dachkante an 2034

Ein grosser Teil der VBZ-Trams ist mit Werbung versehen. Um das charakteristische Design der Verkehrsbetriebe nicht zu stören, beschränkt sich die mögliche Fläche für Aussenwerbung auf eine seitliche Beklebung im Bereich der Dachkante. Eine ganzflächige Umgestaltung war bisher nur den Sondertrams vorbehalten.

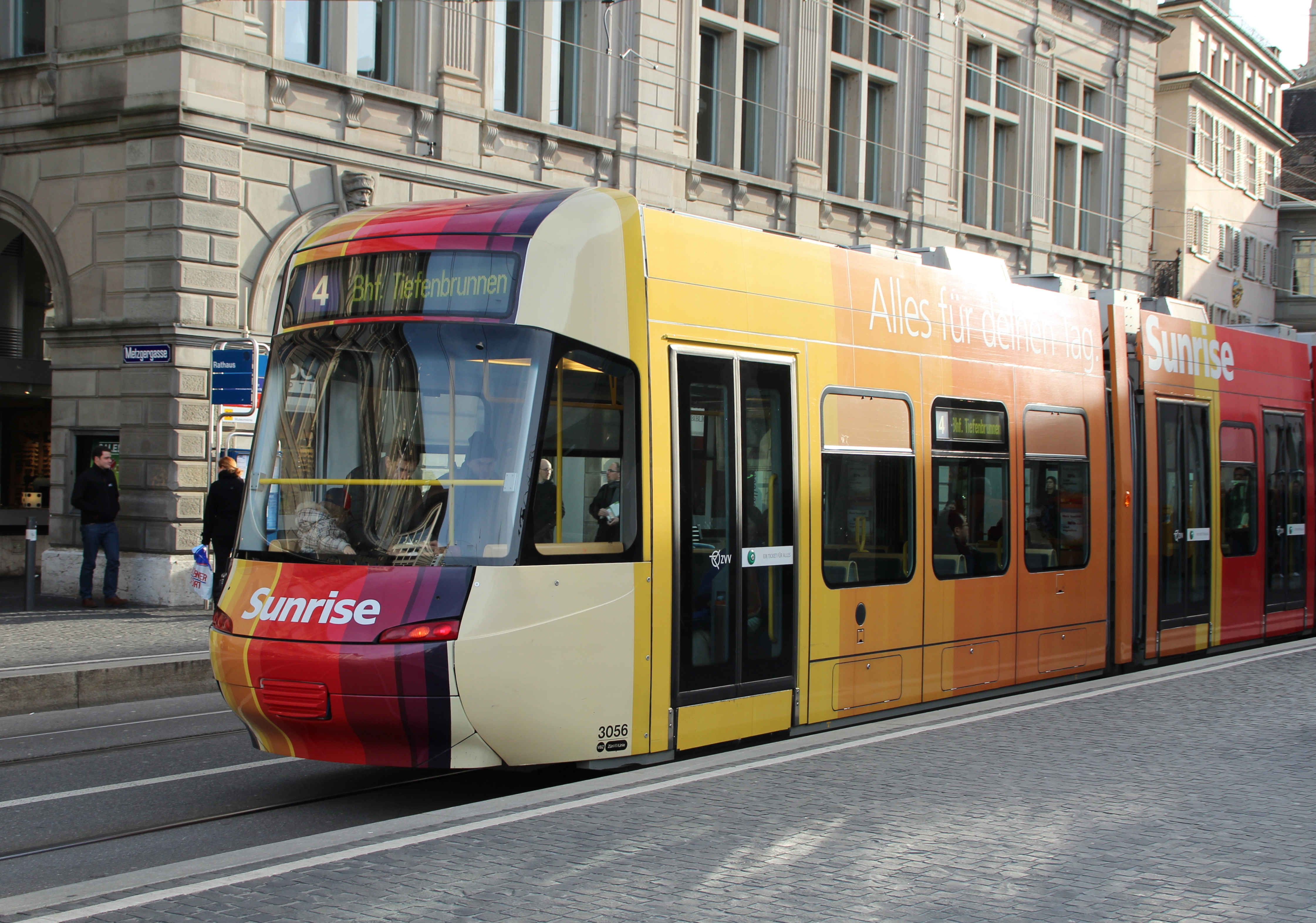
Cobra 3056 mit Vollwerbung für Sunrise

Um die Akzeptanz von Vollwerbefahrzeugen zu testen, genehmigte der Stadtrat Zürich im Juni 2011 den Einsatz von bis zu fünf Trams mit ganzflächiger Werbebeklebung. Während der Testbetrieb auf dem Werbemarkt auf ein grosses Interesse stiess, nahm die Zürcher Bevölkerung das Ganzwerbetram anfangs äusserst kontrovers auf. Kritisiert wurde vor allem, dass das Mass an aufgezwungener Werbung deutlich zunimmt. Andere sahen das Erscheinungsbild der Verkehrsbetriebe und des Stadtbildes in Gefahr, speziell für den Fall, dass der Einsatz von Vollwerbetrams nach der Testphase ausgeweitet würde. Befürworter sahen die bunten Bahnen hingegen als erfreuliche Abwechslung im farblich einheitlichen Fahrzeugpark der VBZ.
2014 wurden der Testbetrieb beendet und das Konzept in den ordentlichen Betrieb übernommen. Die Verkehrsbetriebe befürworten den Einsatz der Werbewagen, da notwendige Investitionen in der Zukunft durch den zusätzlichen Erlös finanziell abgefedert werden könnten und somit nicht in Form von Fahrpreiserhöhungen an den Kunden weitergegeben werden müssten. Zudem sah die Zielvereinbarung mit dem Zürcher Verkehrsverbund (ZVV) vor, dass die Verkehrsbetriebe bis in das Jahr 2016 mindestens 2,5 Millionen Franken mehr Einnahmen aus Nebengeschäften generieren. Die vollbemalten Trams tragen einen wesentlichen Anteil dazu bei.
Als Werbetrams können maximal fünf Fahrzeuge des Typs «Cobra» eingesetzt werden. Die Werbekunden können neben der Aussenbeklebung auch sämtliche Werbeflächen im Innenraum gestalten. Fenster und Türen sollen freigehalten werden; eine Beklebung darf allenfalls erfolgen, wenn das Sichtfeld des Fahrgasts nach draussen nicht eingeschränkt wird. Anzeigen und Betriebsnummern müssen erkennbar bleiben, und die allgemeine Fahrzeugsicherheit muss gewährleistet sein. Ein Vollwerbefahrzeug kann für mindestens drei Monate gemietet werden (Preise 2019: von 170'000 Franken für drei Monate bis 480'000 Franken für ein ganzes Jahr). Aus betrieblichen Gründen verkehren die Fahrzeuge auf verschiedenen Linien.

## Depots
Mit jeder Übernahme der acht Vorgängergesellschaften kamen neben dem Schienennetz auch Depotanlagen hinzu. Im Laufe der Jahre wurden viele dieser Kleindepots ausgebaut oder durch neue Grossdepots ersetzt. Von insgesamt gut einem Dutzend Tramdepots sind seit 1997 noch die fünf Depotstandorte Hard, Irchel, Kalkbreite, Oerlikon und Wollishofen im täglichen Betrieb; die Depots Hard (seit Ende 2008) und Wollishofen (seit Mai 1998) werden hierbei als sogenannte «Schlafdepots» betrieben, in denen kein Fahrzeugunterhalt mehr erfolgt. Der schwere Unterhalt der Tramfahrzeuge erfolgt durch die Zentralwerkstätte Altstetten.
Mit dem Bau der Glattalbahn wurden zusätzliche Depot-Kapazitäten benötigt, das Tramdepot Oerlikon wurde deshalb bis 2010 umgebaut und um vier Abstellgleise erweitert. Das ehemalige Tramdepot Wartau wurde bis zum Herbst 2006 als Tram-Museum Zürich (TMZ) genutzt. Am 24. Mai 2007 wurde das Tram-Museum Burgwies im 1997 aufgelassenen Depot Burgwies eröffnet. Das Depot Wartau wird dem Verein als Werkstatt für die Oldtimer erhalten bleiben.
Seit 2022 gehört auch das Depot Müsli der Limmattalbahn, welches durch die Aargau Verkehr betrieben wird, zum Tramnetz.

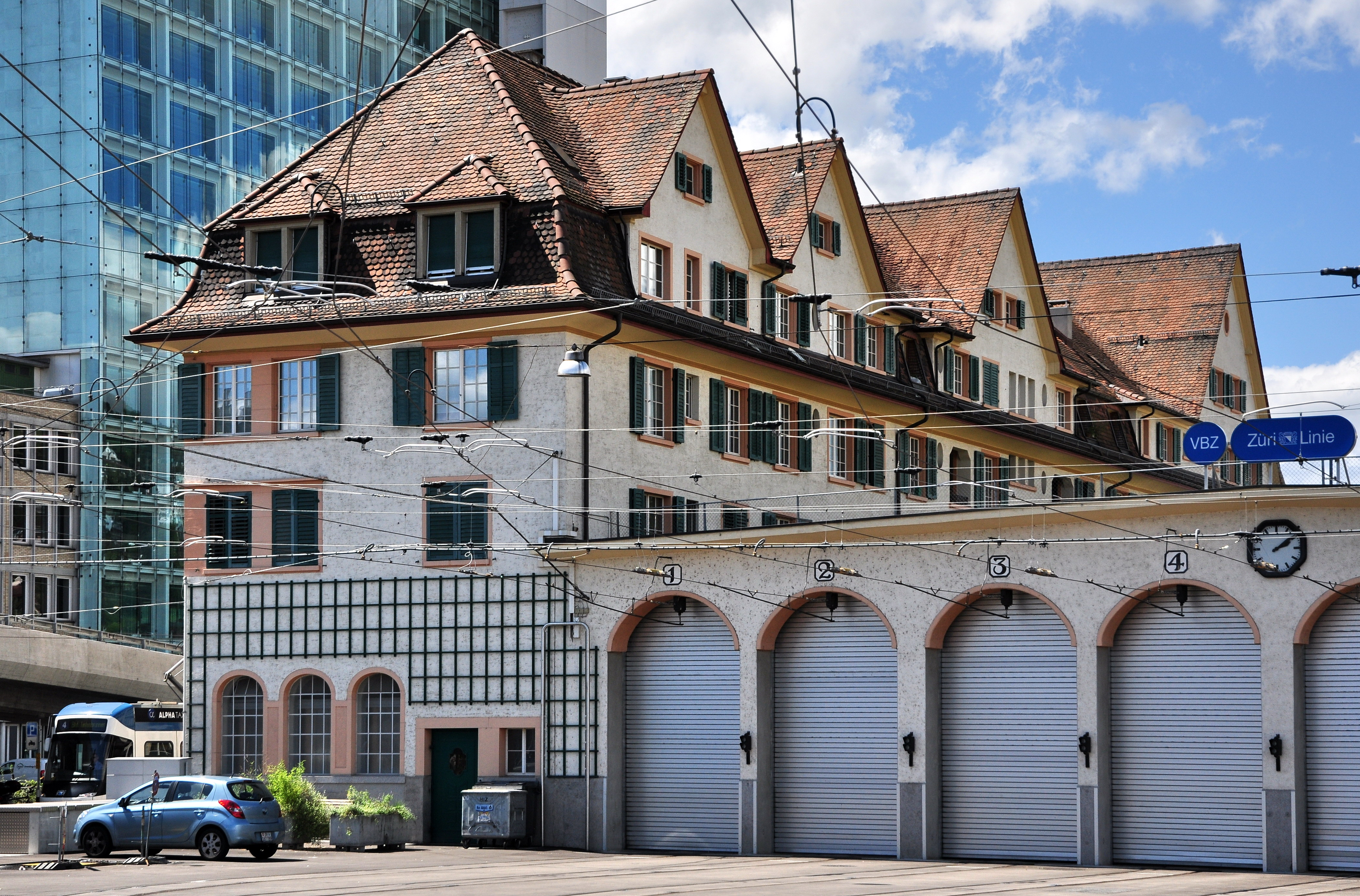
Depot Hard
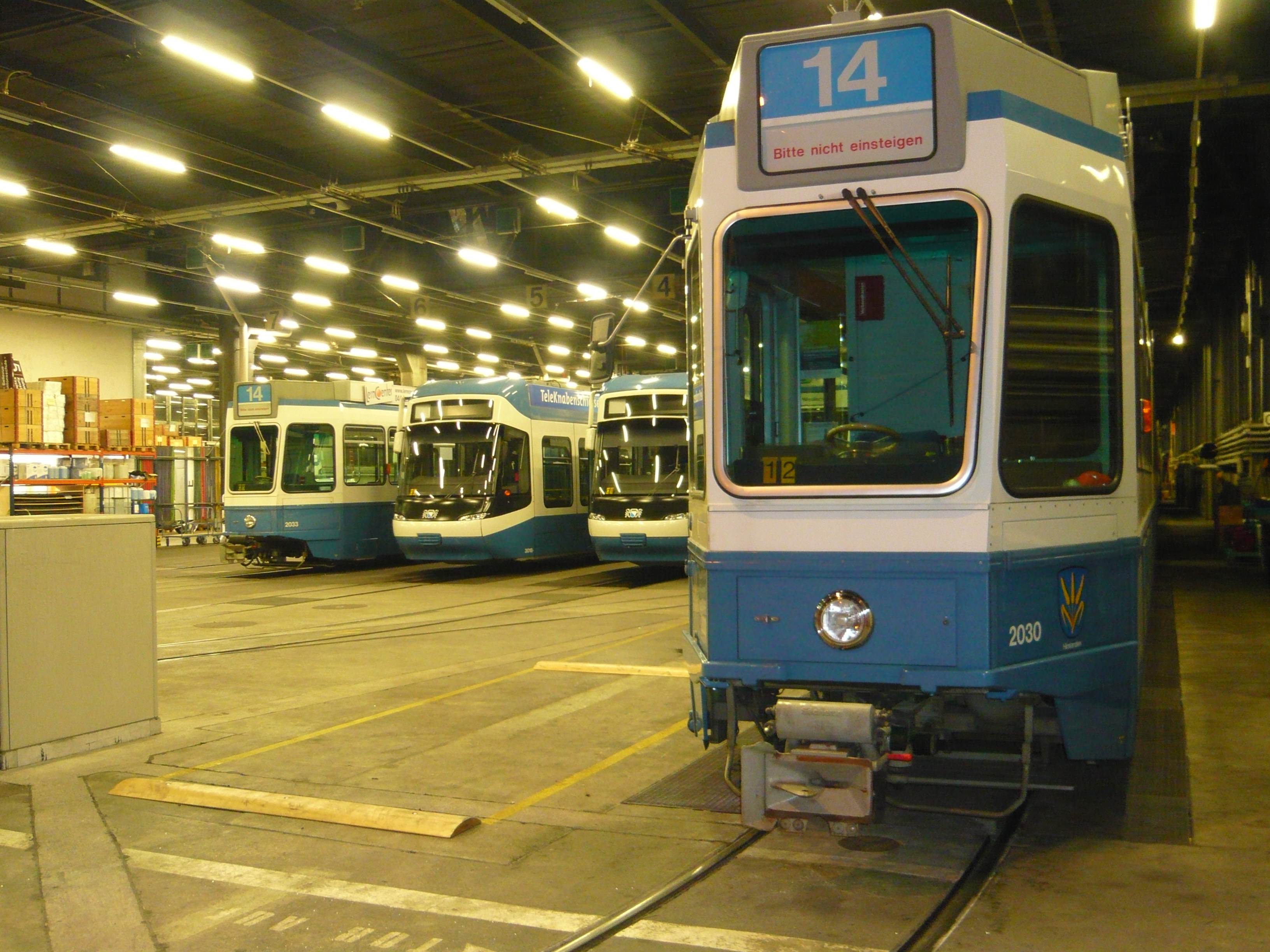
Depot Kalkbreite
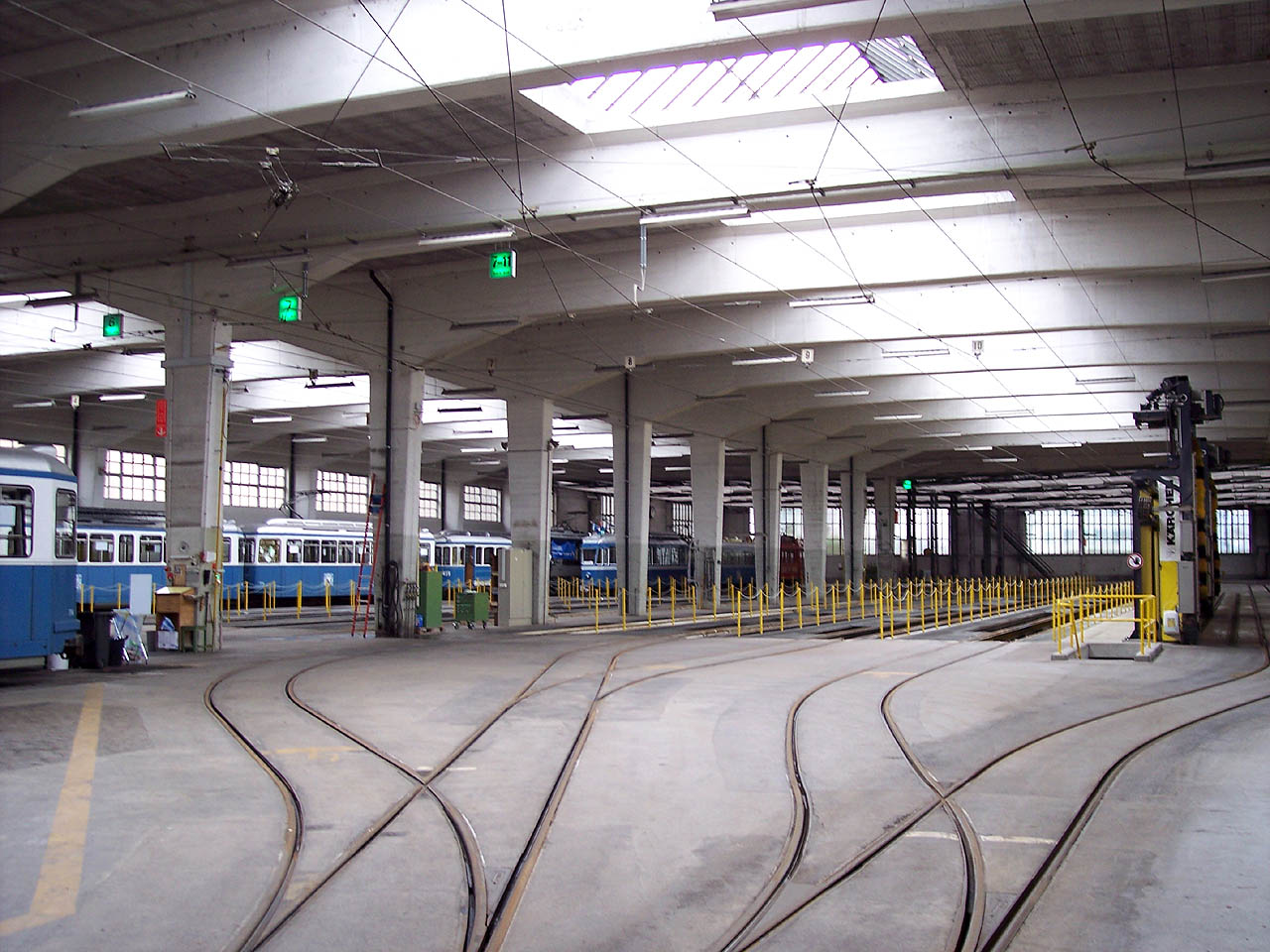
Depot Wollishofen
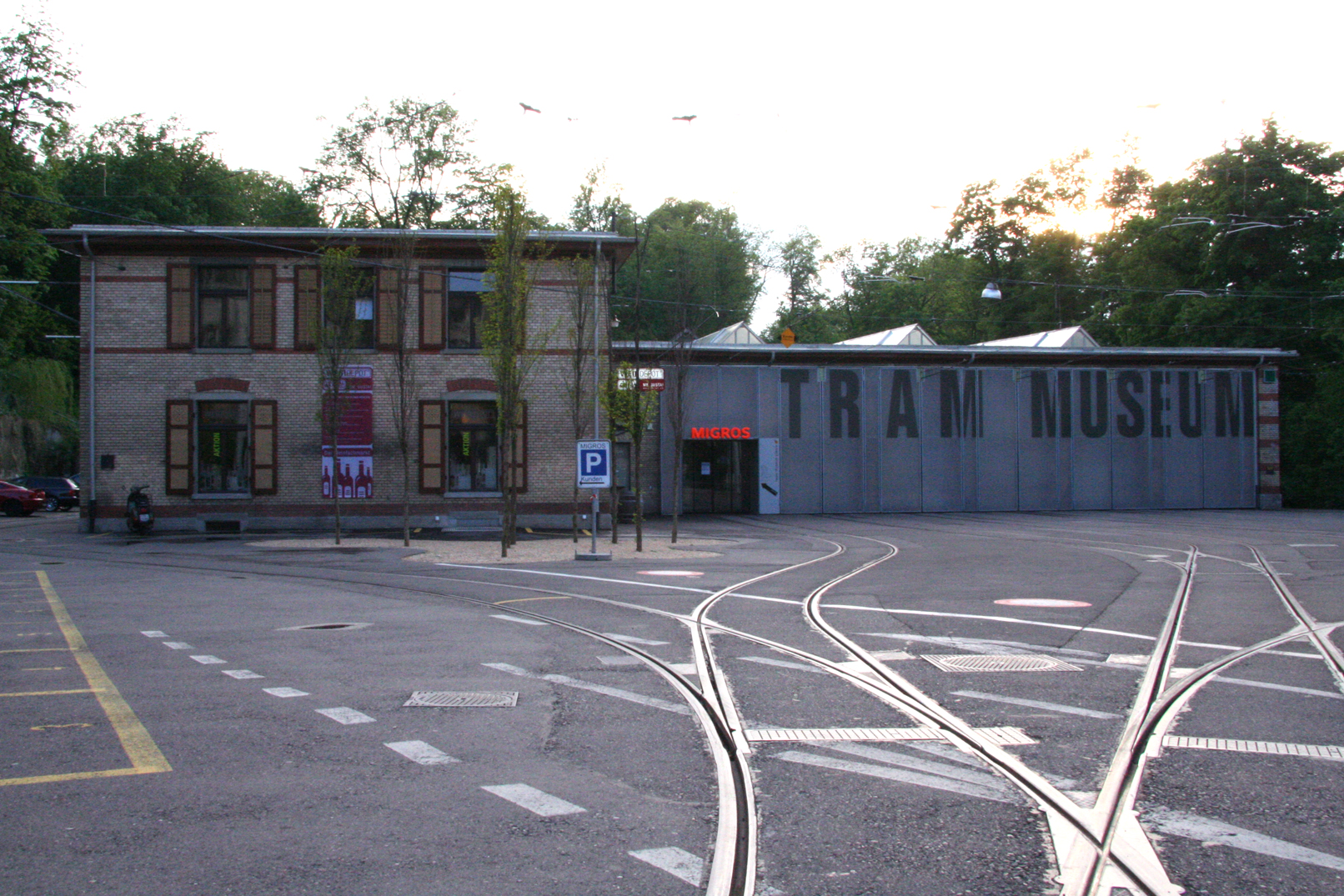
Tram-Museum Zürich im Depot Burgwies
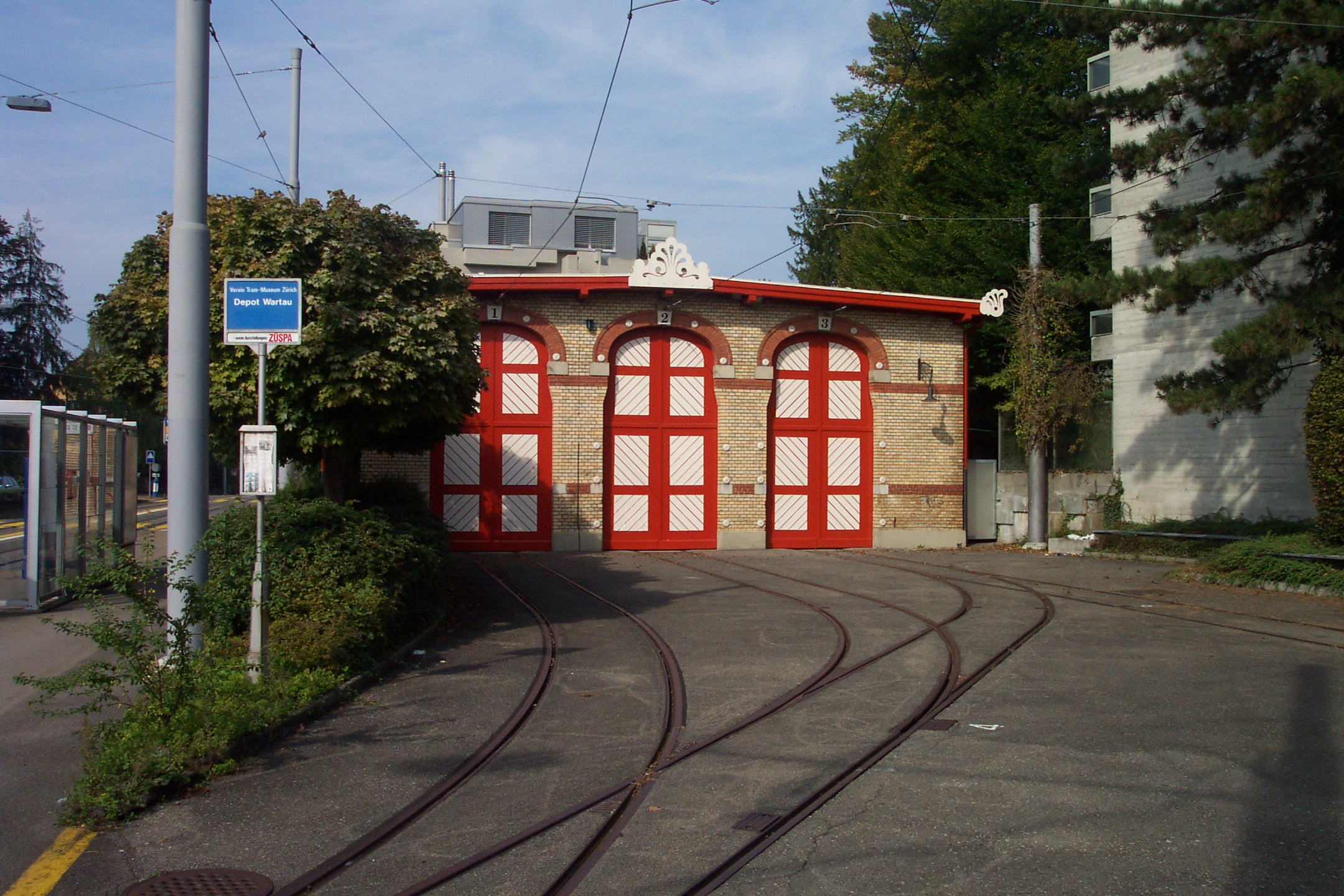
Werkstatt des TMZ im Depot Wartau

## Tunnelstrecke Milchbuck–Schwamendingen
Eine Besonderheit des Zürcher Tramnetzes ist die unterirdische Strecke zwischen den Haltestellen Milchbuck und Schwamendingerplatz. Auf dieser fahren die Trams im Linksverkehr, da die insgesamt drei Tunnelstationen Tierspital, Waldgarten und Ueberlandpark (bis 10. Dezember 2023 Schörlistrasse) mit Mittelperrons ausgestattet sind, die Zürcher Trams als klassische Einrichtungsfahrzeuge aber nur über rechtsseitige Türen verfügen. Um den Wechsel des Gleises zu ermöglichen, befindet sich unmittelbar hinter dem Schwamendingerplatz eine x-förmige Gleiskreuzung. Die entsprechende Kreuzung beim Milchbuck ist als niveaufreie unterirdische Überwerfung ausgeführt und deshalb von aussen nicht sichtbar. Der Tunnel wurde 1971 zusammen mit dem darüberliegenden Schöneich-Strassentunnel für die damals geplante U-Bahn Zürich gebaut. Nachdem 1973 die Stimmberechtigten diese abgelehnt hatten, wurde der Tunnel 1986 als Tramstrecke eröffnet. In den Jahren 2011 und 2012 wurde der gesamte Tramtunnel vollständig umgebaut. Dabei wurden die Gleise erneuert, die Beleuchtung ausgewechselt und die Perrons erhöht.

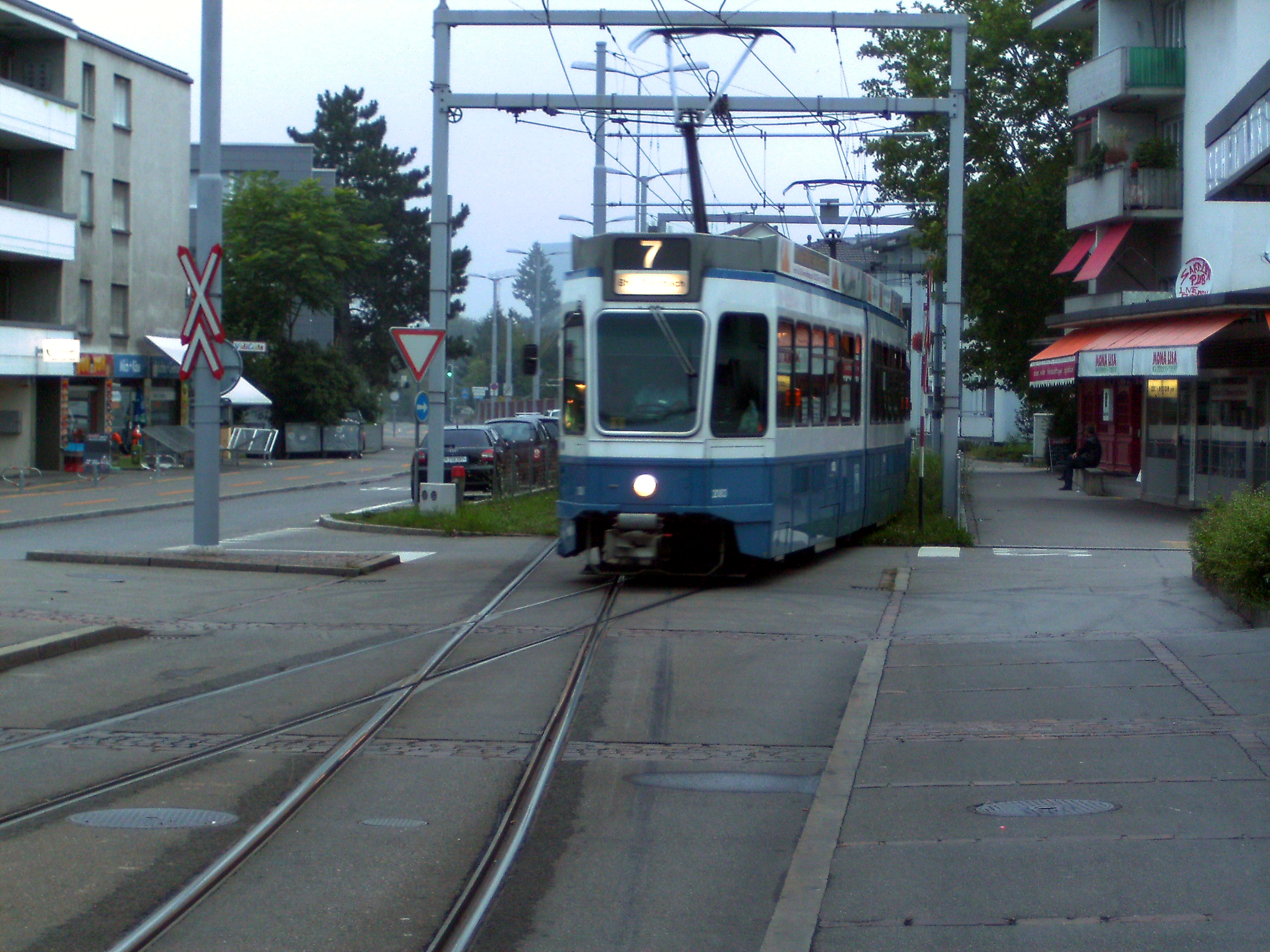
Gleiskreuzung in Schwamendingen
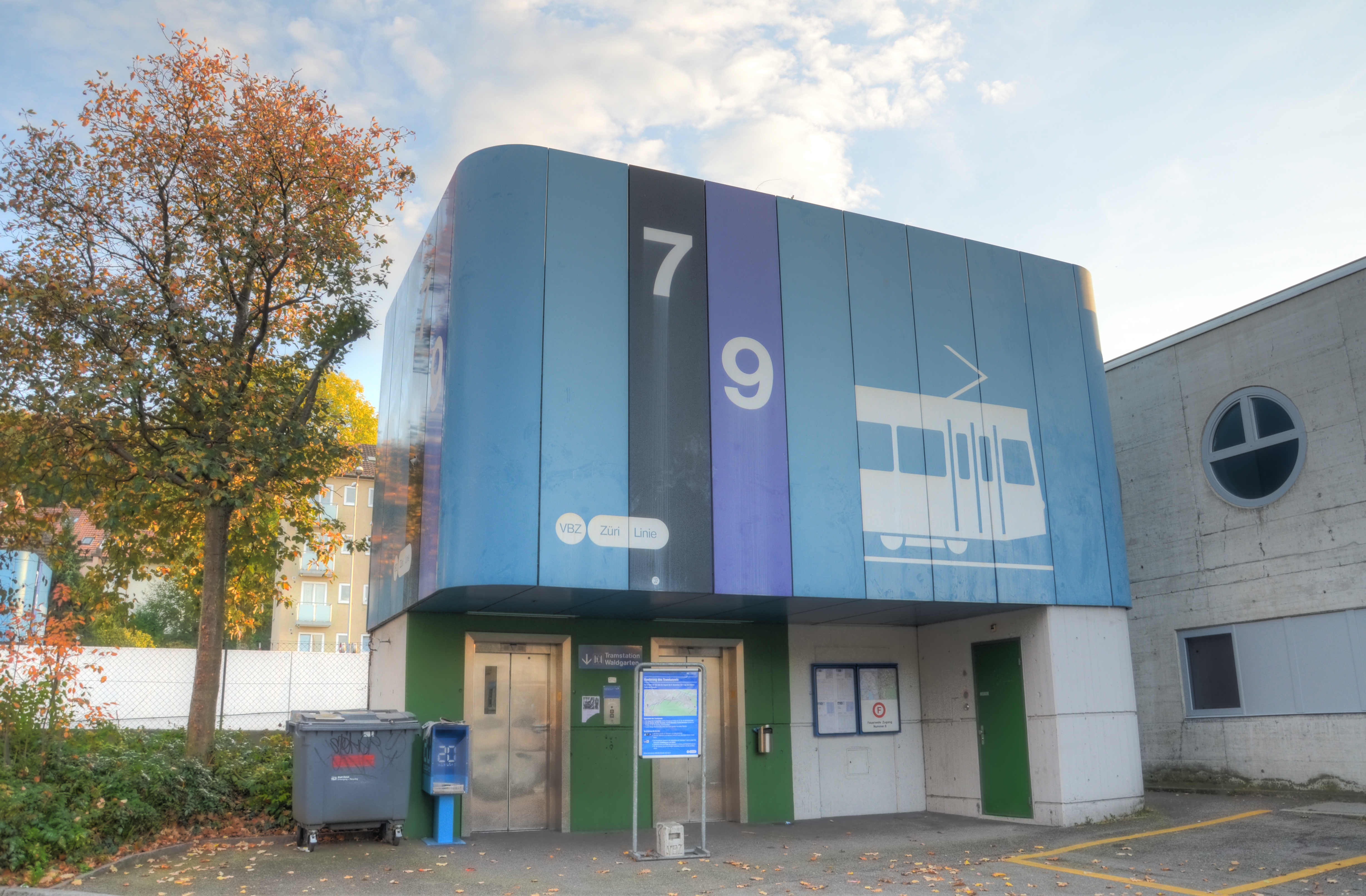
Eingang zur Haltestelle Waldgarten
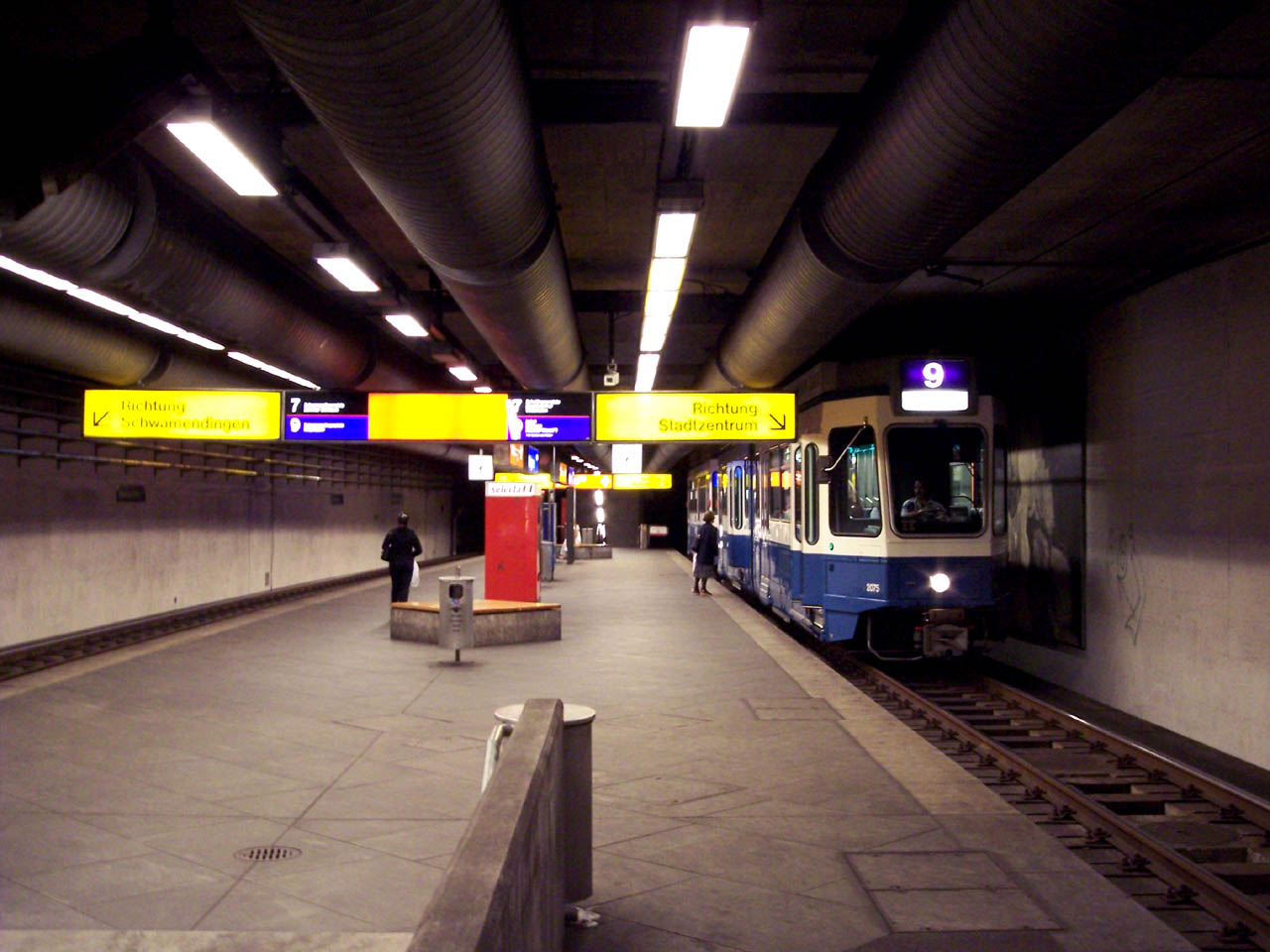
Tram der Linie 9 in der Station Waldgarten
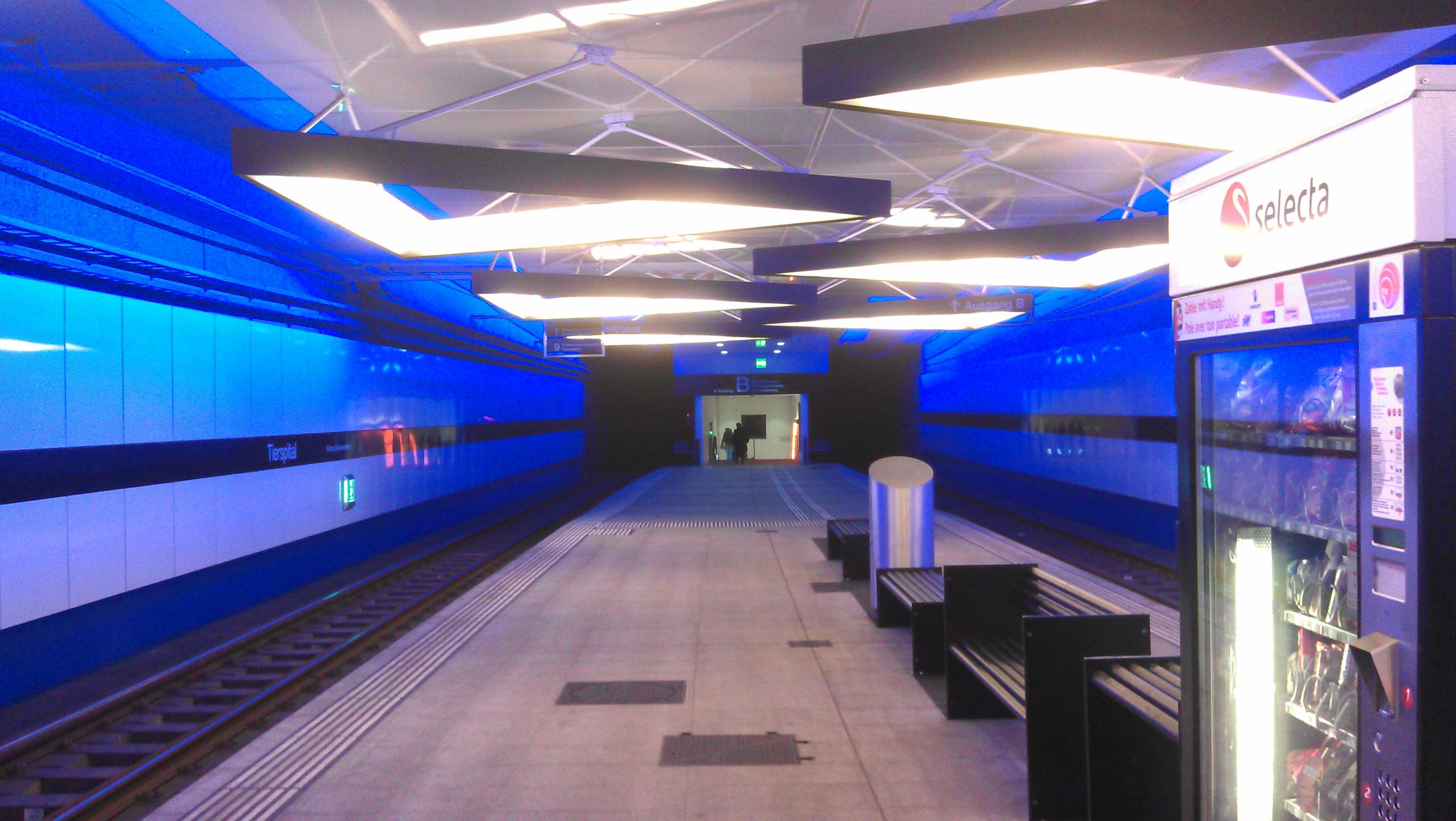
Haltestelle Tierspital nach Umbau

## Ausbauprojekte

### Affoltern
Ab Ende 2029 soll das in den letzten Jahren stark gewachsene Quartier Affoltern an das Zürcher Tramnetz angebunden werden. Hierzu soll die Linie 11 von der Haltestelle Brunnenhof bis zur Endhaltestelle Holzerhurd entlang der jetzigen Trolleybus-Linie 32, die zukünftig am Bucheggplatz wenden soll, umgeleitet werden. Die Linie 15 wird zukünftig den Abschnitt nach Auzelg bedienen. Die Bauarbeiten sollen 2026 starten, damit die Linie Ende 2029 eröffnet werden kann.

### Glatttal
Um Kloten besser an den Flughafen anzubinden, soll ungefähr ab 2030 die Glattalbahn vom Flughafen Zürich entlang dem Altbach bis zum Entwicklungsgebiet Steinacker verlängert werden. Die Bauarbeiten, die 2026 starten sollen, umfassen nebenbei auch die Realisierung einer Veloverbindung Flughafen – Bassersdorf wie die Hochwassersanierung des Altbachs.
Später sollen Ergänzungen nach Bassersdorf, Dübendorf (Flugplatzareal), Dietlikon und Wangen-Brüttisellen folgen.

### Limmattal
Das Limmattal ist eine besonders stark wachsende Region, in der in Zukunft viel Mehrverkehr erwartet wird, weshalb wie im Glatttal eine Stadtbahn zur zusätzlichen Erschliessung gebaut wurde. Nach dem Beschluss des Zürcher Kantonsrates vom 30. März 2015 wurde zwar durch das «Komitee Limmattalbahn – NEIN!» das Referendum ergriffen, die Limmatbahn wurde jedoch schliesslich an der kantonalen Volksabstimmung vom 22. November 2015 trotz mehrheitlicher Ablehnung im Bezirk Dietikon mit rund 64 % Ja-Stimmen abgesegnet.
Die von Aargau Verkehr betriebene Limmattalbahn verbindet seit ihrer Fertigstellung den Bahnhof Altstetten im Westen Zürichs mit den Vorortgemeinden Schlieren, Urdorf und Dietikon sowie Killwangen und Spreitenbach im Kanton Aargau. Die Strecke umfasst 27 Haltestellen auf einer Länge von 13,4 Kilometern. Der Abschnitt Farbhof – Schlieren Geissweid ging bereits am 2. September 2019 als Verlängerung der Tramlinie 2 in Betrieb, seit Dezember 2022 verkehrt die Limmattalbahn auf der gesamten Strecke. Eine Option für die Zukunft ist eine Verlängerung von Killwangen via Wettingen nach Baden.

### Weitere Ausbauten
In der Netzentwicklungsstrategie der Verkehrsbetriebe sind zudem folgende Ausbauten vorgesehen:
- Die Tramtangente Nord (2028, Holzerhurd – Bahnhof Oerlikon – Schwamendingerplatz)
- Die «Linie 1»/Tram Hohlstrasse (nach 2030, Hauptbahnhof – Hardplatz – Bahnhof Altstetten)
- Das Rosengartentram (Milchbuck – Bucheggplatz – Escher-Wyss-Platz – Hardplatz – Albisriederplatz) oder der Wipkingertunnel über Schaffhauserplatz
- Die Tramtangente Süd (Kalkbreite – Bahnhof Wiedikon – Manesseplatz – Laubegg)
- Hönggerbergtunnel als Teil einer äusseren Ringlinie Altstetten – Oerlikon (nach 2050)

## Sonstiges
- Die VBZ bezeichnen ihre Tramführerinnen und ‑führer als Trampilotinnen und ‑piloten.[54]